# Critérium du Dauphiné 2013
La 65e édition du Critérium du Dauphiné se déroule du 2 au 9 juin 2013. C'est la 16e épreuve du calendrier World Tour de l'année.
Le Britannique Christopher Froome, de l'équipe Sky, gagne la course. Il prend la tête du classement général lors de la cinquième étape, qu'il gagne à Valmorel et ne la quitte plus. Il devance au classement général son coéquipier, l'Australien Richie Porte et l'Espagnol Daniel Moreno (Katusha).
L'Australien Rohan Dennis (Garmin-Sharp), huitième du classement général, remporte le maillot blanc de meilleur jeune. Le Belge Gianni Meersman (Omega Pharma-Quick Step) gagne le maillot vert du classement par points et le Français Thomas Damuseau (Argos-Shimano) le maillot à pois du classement de la montagne. La formation Sky termine à la première place du classement par équipes.

## Présentation

### Parcours
L'épreuve débute par une étape vallonnée autour Champéry, en Suisse, qui arrive en haut d'une côte de 3e catégorie. Le lendemain, trois côtes sont programmées dans les 35 derniers kilomètres, puis le sommet d'une côte de 3e catégorie sera franchi à 10 km de l'arrivée de la 3e étape. Un contre-la-montre de 32,5 km a lieu ensuite. S'ensuit une arrivée au sommet à Valmorel, puis les sprinteurs ont leurs chances lors de la sixième étape. La course se termine par deux étapes de montagne, avec des arrivées au sommet à SuperDévoluy et à Risoul,,.

### Équipes
L'organisateur Amaury Sport Organisation a communiqué la liste des équipes invitées le 23 janvier 2013 : Bretagne-Séché, Cofidis, Europcar et NetApp-Endura,. Cependant, l'équipe Katusha est réintégrée à l'UCI World Tour par une décision du Tribunal arbitral du sport le 15 février. Les invitations ayant déjà été annoncées au moment de la décision du TAS, ASO décide que ce seront finalement 23 équipes qui participeront à ce Critérium du Dauphiné. De plus, l'équipe AG2R La Mondiale annonce qu'à la suite du contrôle positif sur le récent Tour d'Italie de son coureur Sylvain Georges, confirmé par l'analyse de l'échantillon B, cumulé à celui de Steve Houanard sept mois plus tôt, elle ne prendra pas part au Critérium du Dauphiné conformément aux règles du Mouvement pour un cyclisme crédible. 22 équipes participent à ce Critérium du Dauphiné : 18 ProTeams et 4 équipes continentales professionnelles.
| ProTeams (18)- Argos-Shimano - Astana - Blanco - BMC Racing Team - Cannondale Pro Cycling - Euskaltel-Euskadi - FDJ - Garmin Sharp - Katusha - Lampre-Merida - Lotto-Belisol - Movistar Team - Omega Pharma-Quick Step - Orica-GreenEDGE - RadioShack-Leopard - Saxo-Tinkoff - Sky - Vacansoleil-DCM Équipes continentales professionnelles (4)- Cofidis, Solutions Crédits - Team Europcar - NetApp-Endura - Bretagne-Séché Environnement |
| |

### Favoris
|                                                                                             |  |  |
| Alberto Contador et Christopher Froome sont annoncés comme les grands favoris de l'épreuve. |  |  |

Avant la course, les spécialistes prévoyaient un duel entre les deux favoris du Tour de France, Christopher Froome et Alberto Contador. Les deux coureurs s'étaient retrouvés deux fois cette saison avant le Dauphiné. Christopher Froome a devancé Contador à deux reprises sur le Tour d'Oman et sur le Tirreno-Adriatico. Parmi les coureurs pouvant prétendre à une victoire finale, on peut citer Jurgen Van den Broeck malgré sa méforme, Tony Martin, Sylvain Chavanel, Thomas Voeckler, Pierre Rolland. Les Espagnols Haimar Zubeldia, Joaquim Rodríguez, Samuel Sánchez et Alejandro Valverde peuvent également tirer leur épingle du jeu. L'équipe Lampre-Merida s'appuie sur l'Italien Damiano Cunego qui vise une victoire d'étape et une bonne place au général. Blanco se rend sur les routes alpines pour obtenir une bonne place avec le Néerlandais Laurens ten Dam. L'équipe Argos-Shimano se reposera sur quatre Français pour le classement général : Warren Barguil, Yann Huguet, Thierry Hupond et Thomas Damuseau. D'autres coureurs font figure d'outsiders. Parmi eux, on peut citer le Norvégien Edvald Boasson Hagen, le Biélorusse Vasil Kiryienka, l'Australien Richie Porte, le Danois Jakob Fuglsang, Simon Gerrans, les Français Jérôme Coppel et Pierrick Fédrigo, Rein Taaramäe, Andrew Talansky, le Belge Thomas De Gendt ou encore le Néerlandais Lieuwe Westra.

## Étapes
| Étape     | Date   | Villes étapes                         | type                        | Distance (km) | Vainqueur d'étape    | Leader du classement général |
| --------- | ------ | ------------------------------------- | --------------------------- | ------------- | -------------------- | ---------------------------- |
| 1re étape | 2 juin | Champéry – Champéry                   | étape de moyenne montagne   | 121           | David Veilleux       | David Veilleux               |
| 2e étape  | 3 juin | Châtel – Oyonnax                      | étape vallonnée             | 191           | Elia Viviani         | David Veilleux               |
| 3e étape  | 4 juin | Ambérieu-en-Bugey – Tarare            | étape vallonnée             | 167           | Edvald Boasson Hagen | David Veilleux               |
| 4e étape  | 5 juin | Villars-les-Dombes – parc des oiseaux | contre-la-montre individuel | 32,5          | Tony Martin          | Rohan Dennis                 |
| 5e étape  | 6 juin | Grésy-sur-Aix – Valmorel              | étape de moyenne montagne   | 139           | Christopher Froome   | Christopher Froome           |
| 6e étape  | 7 juin | La Léchère – Grenoble                 | étape de plaine             | 143           | Thomas Voeckler      | Christopher Froome           |
| 7e étape  | 8 juin | Le Pont-de-Claix – SuperDévoluy       | étape de montagne           | 187,5         | Samuel Sánchez       | Christopher Froome           |
| 8e étape  | 9 juin | Sisteron – Risoul                     | étape de montagne           | 155,5         | Alessandro De Marchi | Christopher Froome           |

## Déroulement de la course

### 1reétape

#### Parcours
Le début d'étape sera marqué par le Pas de Morgins (9,2 km à 6 %), classée en 1re catégorie. Une fois le sommet franchit (km 12,5), la route passe par une longue descente, une bosse d'un peu moins de 10 km non-répertoriée, puis une nouvelle assez longue descente. S'ensuivra une montée non-répertoriée, une brève descente et le col du Corbier (7,6 km à 7,5 %), classé en 1re catégorie et dont le sommet se situe au km 75,5. Après la descente, le parcours emprunte une quinzaine de kilomètres de faux plats montants, en passant notamment par le sprint intermédiaire (km 91,5), et le Pas de Morgins (4,5 km à 6,7 %), classé en 2e catégorie et dont le sommet est placé au km 101,5. Sont ensuite programmés une descente et la montée vers Champéry (6,9 km à 3,3 %), classée en 3e catégorie, dont le sommet est à 1 km de l'arrivée, qui sera jugée à Champéry, après 121 km de course depuis Champéry, à travers le val d'Illiez en Valais, en Suisse, et la Haute-Savoie.

#### Résumé

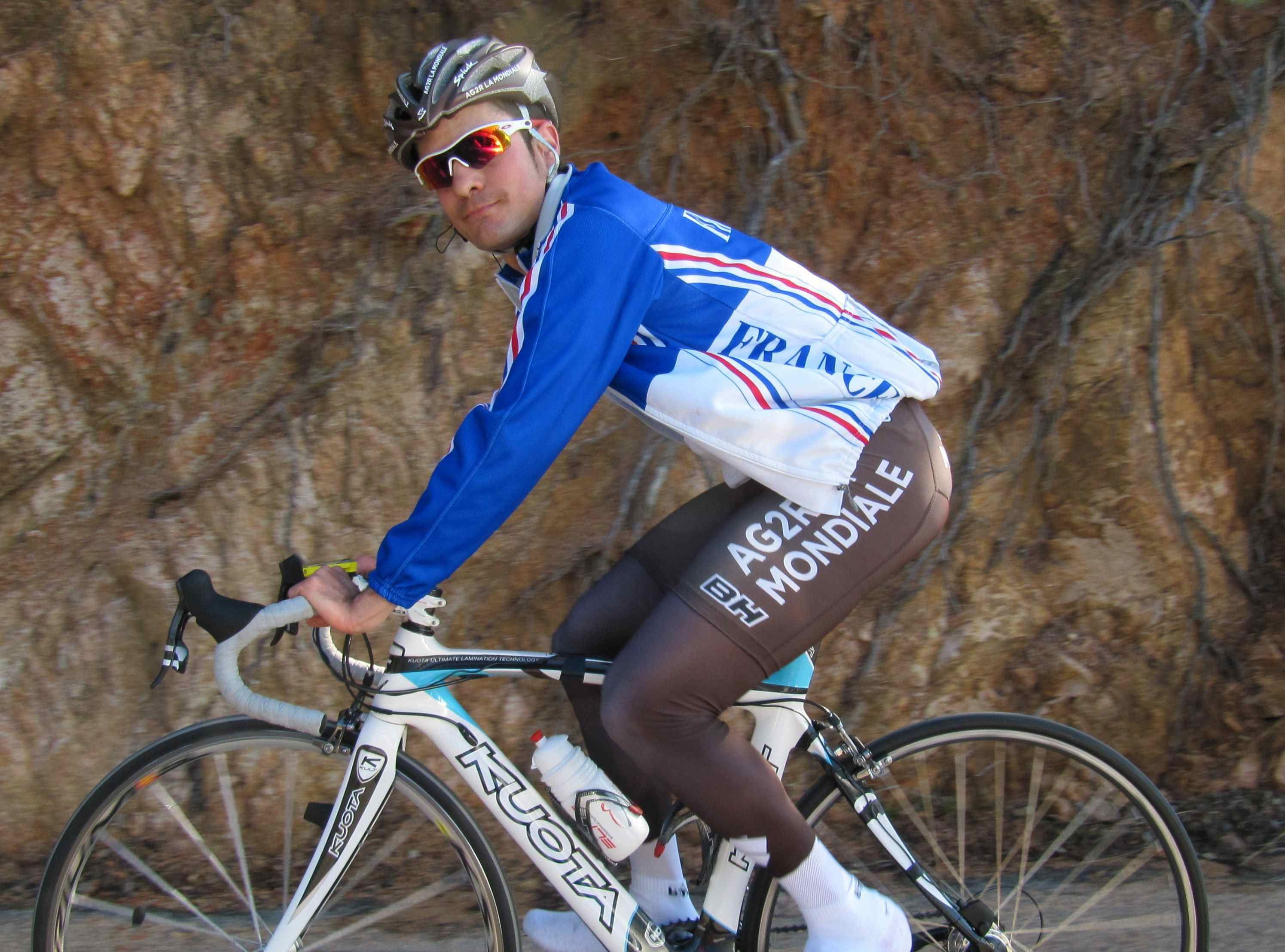
Thomas Damuseau s'échappe en compagnie de trois autres coureurs dès la première difficulté du jour.

Le début de l'étape commence fort avec une attaque de quatre coureurs dans la côte de Morgins. Dans cette échappée formée au troisième kilomètre, on retrouve les Français Jean-Marc Bideau et Thomas Damuseau, respectivement dans les équipes Bretagne-Séché Environnement et Argos-Shimano, l'espagnol Ricardo García Ambroa (Euskaltel Euskadi) et le Canadien David Veilleux de l'équipe Europcar. Ils prennent rapidement jusqu'à 2 minutes d'avance au sommet de la première difficulté du jour où Jean-Marc Bideau passe en tête devant Thomas Damuseau et David Veilleux. Le peloton laisse ensuite filer l'échappée qui compta jusqu'à 10 minutes d'avance. Cette lassitude du peloton entraîne la réaction du rouleur allemand Tony Martin qui part en contre. En conférence de presse, Martin affirme qu'il n'a pas fait exprès de partir mais qu'il a accéléré puis s'est rendu compte que personne ne parvenait à le suivre. Trois équipes se partagent alors le travail en tête du peloton : Sky, Vacansoleil et Movistar.
Au pied du col du Corbier classé en première catégorie, les fuyards comptent six minutes d'avance sur le peloton quand Tony Martin en compte deux. L'ascension du col est le moment choisi par David Veilleux pour lancer une offensive. À 45 kilomètres de l'arrivée, il passe en tête au col. Damuseau et Garcia sont distancés et perdent 1 minutes 50 de retard tandis que Bideau est rejoint par Martin. L'équipe Katusha prend les choses en main mais la situation reste inchangée au Pas de Morgins où Veilleux bascule en tête à 20 kilomètres de l'arrivée.

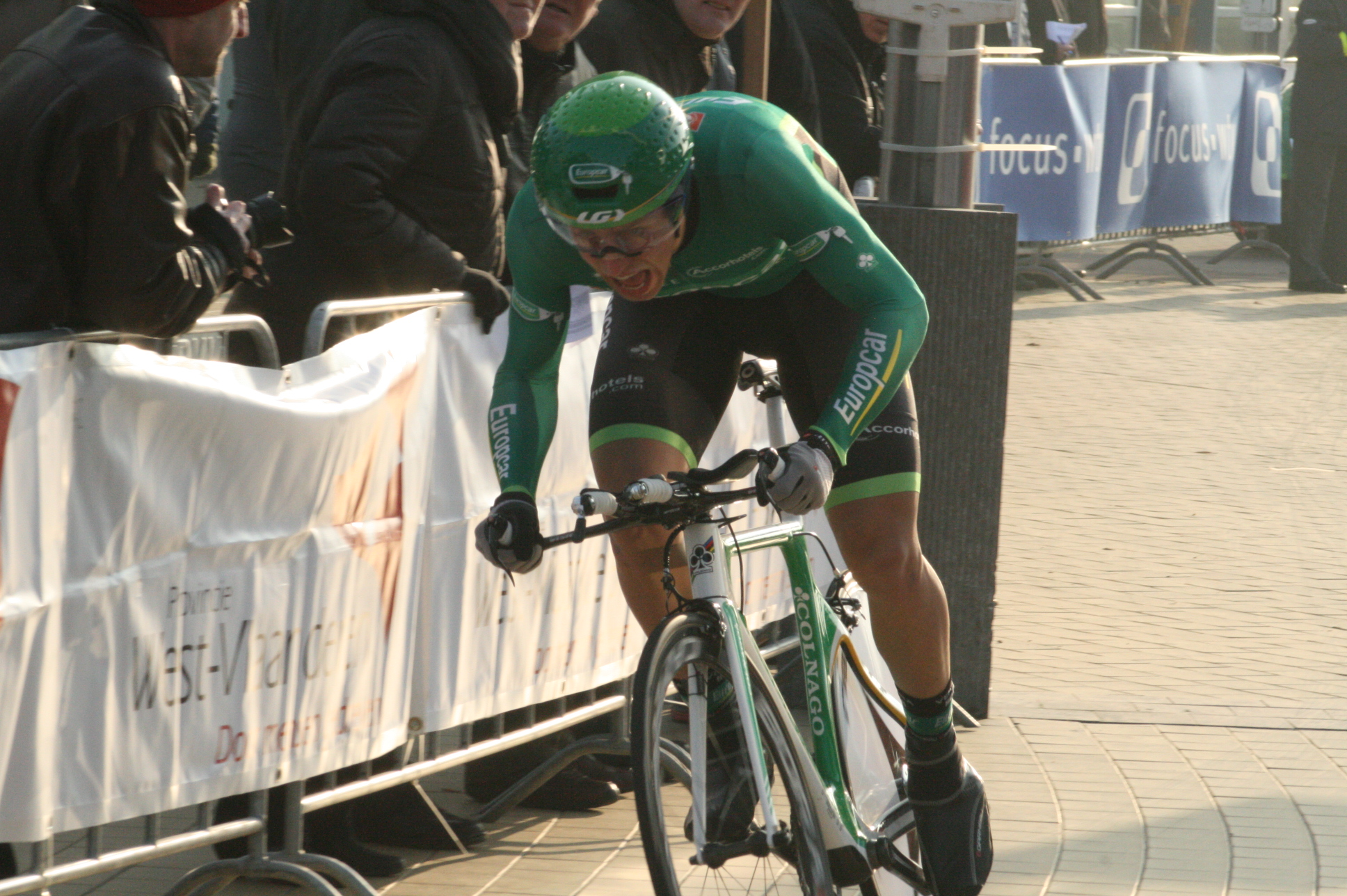
David Veilleux remporte l'étape après s'être extirpé de l'échappée matinale.

David Veilleux tient alors sa première victoire d'étape sur la course puisqu'il compte au sommet de ce col près de deux minutes d'avance sur le duo Damuseau-Garcia et 3 minutes 15 sur le peloton qui vient juste de reprendre Tony Martin. Des outsiders pour la victoire finale comme l'Américain Andrew Talansky et le Belge Thomas De Gendt sont alors distancés par le peloton qui rattrape Thomas Damuseau et Ricardo García Ambroa à 5 kilomètres de l'arrivée. L'Italien Ivan Santaromita tente alors une dernière offensive mais l'étape est déjà remporté par David Veilleux. Le Belge Gianni Meersman prend la seconde place de l'étape en réglant le sprint du peloton.
Veilleux s'empare par la même occasion du maillot jaune de leader ainsi que du maillot de meilleur grimpeur et du classement par points. Le maillot blanc revient au Néerlandais Tom-Jelte Slagter, troisième de l'étape. Le Britannique Christopher Froome confirme son statut de favori de l'épreuve en terminant l'étape au sprint juste derrière son coéquipier, l'Australien Richie Porte. Alberto Contador quant à lui termine dans le peloton de tête et ne perd pas de temps sur ses concurrents. Les deux perdants du jour sont Andrew Talansky et Thomas De Gendt qui perdent respectivement 8 minutes 16 et 14 minutes. Cette contre-performance amoindri leurs chances de podium à l'arrivée. Après la course, le coéquipier de David Veilleux, Pierre Rolland, indique avec le sourire qu'il va maintenant falloir défendre le maillot jaune. Le directeur sportif de l'équipe Sky, Nicolas Portal, réagit à cette victoire : « C'est un beau scénario pour tout le monde. Il y a un beau vainqueur, David Veilleux, avec une équipe Europcar qui va défendre le maillot. Cela nous laisse quelques jours avec un peu de répit. » Le vainqueur du jour affirme quant à lui que « c'est la plus belle victoire de sa carrière ». Il se positionne grâce à cette victoire comme un prétendant à la sélection pour le Tour de France 2013.
| \| Classement de l'étape \| Classement de l'étape \| Classement de l'étape \| Classement de l'étape \| Classement de l'étape \| \| Coureur \| Coureur \| Pays \| Équipe \| Temps \| \| --------------------- \| --------------------- \| --------------------- \| ----------------------- \| --------------------- \| \| 1er \| David Veilleux \| Canada \| Team Europcar \| 3 h 17 min 35 s \| \| 2e \| Gianni Meersman \| Belgique \| Omega Pharma-Quick Step \| + 1 min 56 s \| \| 3e \| Tom-Jelte Slagter \| Pays-Bas \| Blanco \| + 1 min 57 s \| \| 4e \| Richie Porte \| Australie \| Team Sky \| + 1 min 57 s \| \| 5e \| Christopher Froome \| Royaume-Uni \| Team Sky \| + 1 min 57 s \| \| 6e \| Ángel Madrazo \| Espagne \| Movistar Team \| + 1 min 57 s \| \| 7e \| Jakob Fuglsang \| Danemark \| Astana \| + 1 min 57 s \| \| 8e \| Alejandro Valverde \| Espagne \| Movistar Team \| + 1 min 57 s \| \| 9e \| Tony Gallopin \| France \| RadioShack-Leopard \| + 1 min 57 s \| \| 10e \| Leopold König \| Tchéquie \| NetApp-Endura \| + 1 min 57 s \| |                    |             |                         |                 |
| |                    |             |                         |                 |
| |                    |             |                         |                 |
| Classement de l'étape |                    |             |                         |                 |
| Coureur | Coureur            | Pays        | Équipe                  | Temps           |
| 1er | David Veilleux     | Canada      | Team Europcar           | 3 h 17 min 35 s |
| 2e | Gianni Meersman    | Belgique    | Omega Pharma-Quick Step | + 1 min 56 s    |
| 3e | Tom-Jelte Slagter  | Pays-Bas    | Blanco                  | + 1 min 57 s    |
| 4e | Richie Porte       | Australie   | Team Sky                | + 1 min 57 s    |
| 5e | Christopher Froome | Royaume-Uni | Team Sky                | + 1 min 57 s    |
| 6e | Ángel Madrazo      | Espagne     | Movistar Team           | + 1 min 57 s    |
| 7e | Jakob Fuglsang     | Danemark    | Astana                  | + 1 min 57 s    |
| 8e | Alejandro Valverde | Espagne     | Movistar Team           | + 1 min 57 s    |
| 9e | Tony Gallopin      | France      | RadioShack-Leopard      | + 1 min 57 s    |
| 10e | Leopold König      | Tchéquie    | NetApp-Endura           | + 1 min 57 s    |

| \| Classement général \| Classement général \| Classement général \| Classement général \| Classement général \| \| Coureur \| Coureur \| Pays \| Équipe \| Temps \| \| ------------------ \| ------------------ \| ------------------ \| ----------------------- \| ------------------ \| \| 1er \| David Veilleux \| Canada \| Team Europcar \| 3 h 17 min 35 s \| \| 2e \| Gianni Meersman \| Belgique \| Omega Pharma-Quick Step \| + 1 min 56 s \| \| 3e \| Tom-Jelte Slagter \| Pays-Bas \| Blanco \| + 1 min 57 s \| \| 4e \| Richie Porte \| Australie \| Team Sky \| + 1 min 57 s \| \| 5e \| Christopher Froome \| Royaume-Uni \| Team Sky \| + 1 min 57 s \| \| 6e \| Ángel Madrazo \| Espagne \| Movistar Team \| + 1 min 57 s \| \| 7e \| Jakob Fuglsang \| Danemark \| Astana \| + 1 min 57 s \| \| 8e \| Alejandro Valverde \| Espagne \| Movistar Team \| + 1 min 57 s \| \| 9e \| Tony Gallopin \| France \| RadioShack-Leopard \| + 1 min 57 s \| \| 10e \| Leopold König \| Tchéquie \| NetApp-Endura \| + 1 min 57 s \| |                    |             |                         |                 |
| |                    |             |                         |                 |
| |                    |             |                         |                 |
| Classement général |                    |             |                         |                 |
| Coureur | Coureur            | Pays        | Équipe                  | Temps           |
| 1er | David Veilleux     | Canada      | Team Europcar           | 3 h 17 min 35 s |
| 2e | Gianni Meersman    | Belgique    | Omega Pharma-Quick Step | + 1 min 56 s    |
| 3e | Tom-Jelte Slagter  | Pays-Bas    | Blanco                  | + 1 min 57 s    |
| 4e | Richie Porte       | Australie   | Team Sky                | + 1 min 57 s    |
| 5e | Christopher Froome | Royaume-Uni | Team Sky                | + 1 min 57 s    |
| 6e | Ángel Madrazo      | Espagne     | Movistar Team           | + 1 min 57 s    |
| 7e | Jakob Fuglsang     | Danemark    | Astana                  | + 1 min 57 s    |
| 8e | Alejandro Valverde | Espagne     | Movistar Team           | + 1 min 57 s    |
| 9e | Tony Gallopin      | France      | RadioShack-Leopard      | + 1 min 57 s    |
| 10e | Leopold König      | Tchéquie    | NetApp-Endura           | + 1 min 57 s    |

### 2eétape
L'étape débute en descente, avant de remonter jusqu'à Vinzier, au km 22. Après une longue descente, le parcours est légèrement vallonné pendant environ 35 km, puis enmprunte la côte de Mornex (2,6 km à 4,7 %), classé en 4e catégorie. La montée se prolonge après le sommet (km 74,5) pendant une grosse dizaine de kilomètres, avant que la route passe par un peu de plat, une longue descente et des faux plats descendants. Les coureurs enchaîneront ensuite 3 montées : la côte de Mons (1 km à 5,5 %), classée en 3e catégorie et dont le sommet est situé au km 120.5, prolongée pendant plusieurs kilomètres, la côte de Lancrans (4,1 km à 4,9 %), classé en 3e catégorie et dont le sommet est au km 136, et une ascension non-répertoriée. Après le sprint intermédiaire (km 149), la côte de Miribel (5,6 km à 3,6 %), classée en 3e catégorie, sera programmée, puis l'ascension se prolonge jusqu'au sommet au km 160 de la côte de Bugnon (3 km à 6,6 %). L'itinéraire de l'étape suit alors la descente, le col du Sentier (2,7 km à 7,6 %), une montée de 2e catégorie au sommet placé au km 171,5 et une descente jusqu'à l'arrivée à Oyonnax, jugée après 183 km de course depuis Châtel, à travers la Haute-Savoie et l'Ain.
| \| Classement de l'étape \| Classement de l'étape \| Classement de l'étape \| Classement de l'étape \| Classement de l'étape \| \| Coureur \| Coureur \| Pays \| Équipe \| Temps \| \| --------------------- \| --------------------------- \| --------------------- \| ---------------------------- \| --------------------- \| \| 1er \| Elia Viviani \| Italie \| Cannondale \| 4 h 39 min 15 s \| \| 2e \| Gianni Meersman \| Belgique \| Omega Pharma-Quick Step \| + 0 s \| \| 3e \| Tony Gallopin \| France \| RadioShack-Leopard \| + 0 s \| \| 4e \| Reinardt Janse van Rensburg \| Afrique du Sud \| Argos-Shimano \| + 0 s \| \| 5e \| Anthony Geslin \| France \| FDJ \| + 0 s \| \| 6e \| Armindo Fonseca \| France \| Bretagne-Séché Environnement \| + 0 s \| \| 7e \| Bram Tankink \| Pays-Bas \| Blanco \| + 0 s \| \| 8e \| Warren Barguil \| France \| Argos-Shimano \| + 0 s \| \| 9e \| Juan Antonio Flecha \| Espagne \| Vacansoleil-DCM \| + 0 s \| \| 10e \| Wesley Sulzberger \| Australie \| Orica-GreenEDGE \| + 0 s \| |                             |                |                              |                 |
| |                             |                |                              |                 |
| |                             |                |                              |                 |
| Classement de l'étape |                             |                |                              |                 |
| Coureur | Coureur                     | Pays           | Équipe                       | Temps           |
| 1er | Elia Viviani                | Italie         | Cannondale                   | 4 h 39 min 15 s |
| 2e | Gianni Meersman             | Belgique       | Omega Pharma-Quick Step      | + 0 s           |
| 3e | Tony Gallopin               | France         | RadioShack-Leopard           | + 0 s           |
| 4e | Reinardt Janse van Rensburg | Afrique du Sud | Argos-Shimano                | + 0 s           |
| 5e | Anthony Geslin              | France         | FDJ                          | + 0 s           |
| 6e | Armindo Fonseca             | France         | Bretagne-Séché Environnement | + 0 s           |
| 7e | Bram Tankink                | Pays-Bas       | Blanco                       | + 0 s           |
| 8e | Warren Barguil              | France         | Argos-Shimano                | + 0 s           |
| 9e | Juan Antonio Flecha         | Espagne        | Vacansoleil-DCM              | + 0 s           |
| 10e | Wesley Sulzberger           | Australie      | Orica-GreenEDGE              | + 0 s           |

| \| Classement général \| Classement général \| Classement général \| Classement général \| Classement général \| \| Coureur \| Coureur \| Pays \| Équipe \| Temps \| \| ------------------ \| ------------------ \| ------------------ \| ----------------------- \| ------------------ \| \| 1er \| David Veilleux \| Canada \| Team Europcar \| 7 h 56 min 50 s \| \| 2e \| Gianni Meersman \| Belgique \| Omega Pharma-Quick Step \| + 1 min 56 s \| \| 3e \| Tony Gallopin \| France \| RadioShack-Leopard \| + 1 min 57 s \| \| 4e \| Warren Barguil \| France \| Argos-Shimano \| + 1 min 57 s \| \| 5e \| Alejandro Valverde \| Espagne \| Movistar Team \| + 1 min 57 s \| \| 6e \| Jakob Fuglsang \| Danemark \| Astana \| + 1 min 57 s \| \| 7e \| Christopher Froome \| Royaume-Uni \| Team Sky \| + 1 min 57 s \| \| 8e \| Richie Porte \| Australie \| Team Sky \| + 1 min 57 s \| \| 9e \| Ángel Madrazo \| Espagne \| Movistar Team \| + 1 min 57 s \| \| 10e \| Geraint Thomas \| Royaume-Uni \| Team Sky \| + 1 min 57 s \| |                    |             |                         |                 |
| |                    |             |                         |                 |
| |                    |             |                         |                 |
| Classement général |                    |             |                         |                 |
| Coureur | Coureur            | Pays        | Équipe                  | Temps           |
| 1er | David Veilleux     | Canada      | Team Europcar           | 7 h 56 min 50 s |
| 2e | Gianni Meersman    | Belgique    | Omega Pharma-Quick Step | + 1 min 56 s    |
| 3e | Tony Gallopin      | France      | RadioShack-Leopard      | + 1 min 57 s    |
| 4e | Warren Barguil     | France      | Argos-Shimano           | + 1 min 57 s    |
| 5e | Alejandro Valverde | Espagne     | Movistar Team           | + 1 min 57 s    |
| 6e | Jakob Fuglsang     | Danemark    | Astana                  | + 1 min 57 s    |
| 7e | Christopher Froome | Royaume-Uni | Team Sky                | + 1 min 57 s    |
| 8e | Richie Porte       | Australie   | Team Sky                | + 1 min 57 s    |
| 9e | Ángel Madrazo      | Espagne     | Movistar Team           | + 1 min 57 s    |
| 10e | Geraint Thomas     | Royaume-Uni | Team Sky                | + 1 min 57 s    |

### 3eétape
Après un début d'étape légèrement vallonné, le parcours passe par le col des Écharmeaux (10,6 km à 3 %), classé en 3e catégorie et dont le sommet se situe au km 116.5, prolongé par une montée non-répertoriée, puis une longue descente, en passant par le sprint intermédiaire (km 138). Le final emprunte le col des Sauvages (4 km à 5,5 %), classé en 3e catégorie et dont le sommet est au 154.5, avant de plonger vers l'arrivée, jugée à Tarare, après 164 km de course depuis Ambérieu-en-Bugey, à travers l'Ain, la Saône-et-Loire et le Rhône.
| \| Classement de l'étape \| Classement de l'étape \| Classement de l'étape \| Classement de l'étape \| Classement de l'étape \| \| Coureur \| Coureur \| Pays \| Équipe \| Temps \| \| --------------------- \| --------------------------- \| --------------------- \| ----------------------- \| --------------------- \| \| 1er \| Edvald Boasson Hagen \| Norvège \| Team Sky \| 4 h 03 min 32 s \| \| 2e \| Michael Matthews \| Australie \| Orica-GreenEDGE \| + 0 s \| \| 3e \| Gianni Meersman \| Belgique \| Omega Pharma-Quick Step \| + 0 s \| \| 4e \| Thor Hushovd \| Norvège \| BMC Racing Team \| + 0 s \| \| 5e \| Elia Viviani \| Italie \| Cannondale \| + 0 s \| \| 6e \| Reinardt Janse van Rensburg \| Afrique du Sud \| Argos-Shimano \| + 0 s \| \| 7e \| Nacer Bouhanni \| France \| FDJ \| + 0 s \| \| 8e \| Paul Voss \| Allemagne \| NetApp-Endura \| + 0 s \| \| 9e \| Sylvain Chavanel \| France \| Omega Pharma-Quick Step \| + 0 s \| \| 10e \| Francesco Gavazzi \| Italie \| Astana \| + 0 s \| |                             |                |                         |                 |
| |                             |                |                         |                 |
| |                             |                |                         |                 |
| Classement de l'étape |                             |                |                         |                 |
| Coureur | Coureur                     | Pays           | Équipe                  | Temps           |
| 1er | Edvald Boasson Hagen        | Norvège        | Team Sky                | 4 h 03 min 32 s |
| 2e | Michael Matthews            | Australie      | Orica-GreenEDGE         | + 0 s           |
| 3e | Gianni Meersman             | Belgique       | Omega Pharma-Quick Step | + 0 s           |
| 4e | Thor Hushovd                | Norvège        | BMC Racing Team         | + 0 s           |
| 5e | Elia Viviani                | Italie         | Cannondale              | + 0 s           |
| 6e | Reinardt Janse van Rensburg | Afrique du Sud | Argos-Shimano           | + 0 s           |
| 7e | Nacer Bouhanni              | France         | FDJ                     | + 0 s           |
| 8e | Paul Voss                   | Allemagne      | NetApp-Endura           | + 0 s           |
| 9e | Sylvain Chavanel            | France         | Omega Pharma-Quick Step | + 0 s           |
| 10e | Francesco Gavazzi           | Italie         | Astana                  | + 0 s           |

| \| Classement général \| Classement général \| Classement général \| Classement général \| Classement général \| \| Coureur \| Coureur \| Pays \| Équipe \| Temps \| \| ------------------ \| ------------------ \| ------------------ \| ----------------------- \| ------------------ \| \| 1er \| David Veilleux \| Canada \| Team Europcar \| 12 h 00 min 22 s \| \| 2e \| Gianni Meersman \| Belgique \| Omega Pharma-Quick Step \| + 1 min 56 s \| \| 3e \| Tony Gallopin \| France \| RadioShack-Leopard \| + 1 min 57 s \| \| 4e \| Alejandro Valverde \| Espagne \| Movistar Team \| + 1 min 57 s \| \| 5e \| Warren Barguil \| France \| Argos-Shimano \| + 1 min 57 s \| \| 6e \| Jakob Fuglsang \| Danemark \| Astana \| + 1 min 57 s \| \| 7e \| Geraint Thomas \| Royaume-Uni \| Team Sky \| + 1 min 57 s \| \| 8e \| Ángel Madrazo \| Espagne \| Movistar Team \| + 1 min 57 s \| \| 9e \| Richie Porte \| Australie \| Team Sky \| + 1 min 57 s \| \| 10e \| Alberto Contador \| Espagne \| Saxo-Tinkoff \| + 1 min 57 s \| |                    |             |                         |                  |
| |                    |             |                         |                  |
| |                    |             |                         |                  |
| Classement général |                    |             |                         |                  |
| Coureur | Coureur            | Pays        | Équipe                  | Temps            |
| 1er | David Veilleux     | Canada      | Team Europcar           | 12 h 00 min 22 s |
| 2e | Gianni Meersman    | Belgique    | Omega Pharma-Quick Step | + 1 min 56 s     |
| 3e | Tony Gallopin      | France      | RadioShack-Leopard      | + 1 min 57 s     |
| 4e | Alejandro Valverde | Espagne     | Movistar Team           | + 1 min 57 s     |
| 5e | Warren Barguil     | France      | Argos-Shimano           | + 1 min 57 s     |
| 6e | Jakob Fuglsang     | Danemark    | Astana                  | + 1 min 57 s     |
| 7e | Geraint Thomas     | Royaume-Uni | Team Sky                | + 1 min 57 s     |
| 8e | Ángel Madrazo      | Espagne     | Movistar Team           | + 1 min 57 s     |
| 9e | Richie Porte       | Australie   | Team Sky                | + 1 min 57 s     |
| 10e | Alberto Contador   | Espagne     | Saxo-Tinkoff            | + 1 min 57 s     |

### 4eétape
Cette étape est un contre-la-montre plat de 32,5 km entre Villars-les-Dombes et le Parc des oiseaux, à travers l'Ain. Les chronos intermédiaires sont placés au km 11,5 et au km 21,5.
| \| Classement de l'étape \| Classement de l'étape \| Classement de l'étape \| Classement de l'étape \| Classement de l'étape \| \| Coureur \| Coureur \| Pays \| Équipe \| Temps \| \| --------------------- \| --------------------- \| --------------------- \| ----------------------- \| --------------------- \| \| 1er \| Tony Martin \| Allemagne \| Omega Pharma-Quick Step \| 36 min 54 s \| \| 2e \| Rohan Dennis \| Australie \| Garmin-Sharp \| + 47 s \| \| 3e \| Christopher Froome \| Royaume-Uni \| Team Sky \| + 52 s \| \| 4e \| Jonathan Castroviejo \| Espagne \| Movistar Team \| + 1 min 08 s \| \| 5e \| Michał Kwiatkowski \| Pologne \| Omega Pharma-Quick Step \| + 1 min 13 s \| \| 6e \| Edvald Boasson Hagen \| Norvège \| Team Sky \| + 1 min 19 s \| \| 7e \| Richie Porte \| Australie \| Team Sky \| + 1 min 20 s \| \| 8e \| Jan Bárta \| Tchéquie \| NetApp-Endura \| + 1 min 36 s \| \| 9e \| Marco Pinotti \| Italie \| BMC Racing Team \| + 1 min 38 s \| \| 10e \| Geraint Thomas \| Royaume-Uni \| Team Sky \| + 1 min 42 s \| |                      |             |                         |              |
| |                      |             |                         |              |
| |                      |             |                         |              |
| Classement de l'étape |                      |             |                         |              |
| Coureur | Coureur              | Pays        | Équipe                  | Temps        |
| 1er | Tony Martin          | Allemagne   | Omega Pharma-Quick Step | 36 min 54 s  |
| 2e | Rohan Dennis         | Australie   | Garmin-Sharp            | + 47 s       |
| 3e | Christopher Froome   | Royaume-Uni | Team Sky                | + 52 s       |
| 4e | Jonathan Castroviejo | Espagne     | Movistar Team           | + 1 min 08 s |
| 5e | Michał Kwiatkowski   | Pologne     | Omega Pharma-Quick Step | + 1 min 13 s |
| 6e | Edvald Boasson Hagen | Norvège     | Team Sky                | + 1 min 19 s |
| 7e | Richie Porte         | Australie   | Team Sky                | + 1 min 20 s |
| 8e | Jan Bárta            | Tchéquie    | NetApp-Endura           | + 1 min 36 s |
| 9e | Marco Pinotti        | Italie      | BMC Racing Team         | + 1 min 38 s |
| 10e | Geraint Thomas       | Royaume-Uni | Team Sky                | + 1 min 42 s |

| \| Classement général \| Classement général \| Classement général \| Classement général \| Classement général \| \| Coureur \| Coureur \| Pays \| Équipe \| Temps \| \| ------------------ \| -------------------- \| ------------------ \| ----------------------- \| ------------------ \| \| 1er \| Rohan Dennis \| Australie \| Garmin-Sharp \| 12 h 40 min 00 s \| \| 2e \| Christopher Froome \| Royaume-Uni \| Team Sky \| + 5 s \| \| 3e \| Michał Kwiatkowski \| Pologne \| Omega Pharma-Quick Step \| + 26 s \| \| 4e \| Edvald Boasson Hagen \| Norvège \| Team Sky \| + 32 s \| \| 5e \| Richie Porte \| Australie \| Team Sky \| + 33 s \| \| 6e \| Geraint Thomas \| Royaume-Uni \| Team Sky \| + 55 s \| \| 7e \| David Veilleux \| Canada \| Team Europcar \| + 1 min 09 s \| \| 8e \| Leopold König \| Tchéquie \| NetApp-Endura \| + 1 min 11 s \| \| 9e \| Stef Clement \| Pays-Bas \| Blanco \| + 1 min 14 s \| \| 10e \| Andriy Grivko \| Ukraine \| Astana \| + 1 min 26 s \| |                      |             |                         |                  |
| |                      |             |                         |                  |
| |                      |             |                         |                  |
| Classement général |                      |             |                         |                  |
| Coureur | Coureur              | Pays        | Équipe                  | Temps            |
| 1er | Rohan Dennis         | Australie   | Garmin-Sharp            | 12 h 40 min 00 s |
| 2e | Christopher Froome   | Royaume-Uni | Team Sky                | + 5 s            |
| 3e | Michał Kwiatkowski   | Pologne     | Omega Pharma-Quick Step | + 26 s           |
| 4e | Edvald Boasson Hagen | Norvège     | Team Sky                | + 32 s           |
| 5e | Richie Porte         | Australie   | Team Sky                | + 33 s           |
| 6e | Geraint Thomas       | Royaume-Uni | Team Sky                | + 55 s           |
| 7e | David Veilleux       | Canada      | Team Europcar           | + 1 min 09 s     |
| 8e | Leopold König        | Tchéquie    | NetApp-Endura           | + 1 min 11 s     |
| 9e | Stef Clement         | Pays-Bas    | Blanco                  | + 1 min 14 s     |
| 10e | Andriy Grivko        | Ukraine     | Astana                  | + 1 min 26 s     |

### 5eétape
L'étape débute de Grésy-sur-Aix. Après une dizaine de kilomètres de plat, la route descend jusqu'à la ville-départ, au km 21. Les coureurs grimperont alors la côte de Trévignin (4,4 km à 6,6 %), classée en 3e catégorie. Le parcours est ensuite assez vallonnée, puis emprunte le col du Frêne (1,9 km à 6 %), une ascension de 4e catégorie dont le sommet est situé au km 67, avant une assez longue descente. Après une cinquantaine de kilomètres légèrement vallonnés, avec notamment le sprint intermédiaire (km 107,5) et la côte de la Croix (2,3 km à 4,1 %), classé en 4e catégorie et dont le sommet est au km 111, la montée vers Valmorel (12,7 km à 7 %) est programmée. L'arrivée sera jugée en haut de cette ascension Hors catégorie, après 139 km de course, à travers la Savoie et la Haute-Savoie.
| \| Classement de l'étape \| Classement de l'étape \| Classement de l'étape \| Classement de l'étape \| Classement de l'étape \| \| Coureur \| Coureur \| Pays \| Équipe \| Temps \| \| --------------------- \| --------------------- \| --------------------- \| -------------------------- \| --------------------- \| \| 1er \| Christopher Froome \| Royaume-Uni \| Team Sky \| 3 h 28 min 39 s \| \| 2e \| Alberto Contador \| Espagne \| Saxo-Tinkoff \| + 4 s \| \| 3e \| Matthew Busche \| États-Unis \| RadioShack-Leopard \| + 4 s \| \| 4e \| Alejandro Valverde \| Espagne \| Movistar Team \| + 10 s \| \| 5e \| Michael Rogers \| Australie \| Saxo-Tinkoff \| + 12 s \| \| 6e \| Daniel Moreno \| Espagne \| Katusha \| + 12 s \| \| 7e \| Rein Taaramäe \| Estonie \| Cofidis, Solutions Crédits \| + 12 s \| \| 8e \| Daniel Navarro \| Espagne \| Cofidis, Solutions Crédits \| + 21 s \| \| 9e \| Richie Porte \| Australie \| Team Sky \| + 24 s \| \| 10e \| Jakob Fuglsang \| Danemark \| Astana \| + 29 s \| |                    |             |                            |                 |
| |                    |             |                            |                 |
| |                    |             |                            |                 |
| Classement de l'étape |                    |             |                            |                 |
| Coureur | Coureur            | Pays        | Équipe                     | Temps           |
| 1er | Christopher Froome | Royaume-Uni | Team Sky                   | 3 h 28 min 39 s |
| 2e | Alberto Contador   | Espagne     | Saxo-Tinkoff               | + 4 s           |
| 3e | Matthew Busche     | États-Unis  | RadioShack-Leopard         | + 4 s           |
| 4e | Alejandro Valverde | Espagne     | Movistar Team              | + 10 s          |
| 5e | Michael Rogers     | Australie   | Saxo-Tinkoff               | + 12 s          |
| 6e | Daniel Moreno      | Espagne     | Katusha                    | + 12 s          |
| 7e | Rein Taaramäe      | Estonie     | Cofidis, Solutions Crédits | + 12 s          |
| 8e | Daniel Navarro     | Espagne     | Cofidis, Solutions Crédits | + 21 s          |
| 9e | Richie Porte       | Australie   | Team Sky                   | + 24 s          |
| 10e | Jakob Fuglsang     | Danemark    | Astana                     | + 29 s          |

| \| Classement général \| Classement général \| Classement général \| Classement général \| Classement général \| \| Coureur \| Coureur \| Pays \| Équipe \| Temps \| \| ------------------ \| ------------------ \| ------------------ \| -------------------------- \| ------------------ \| \| 1er \| Christopher Froome \| Royaume-Uni \| Team Sky \| 16 h 08 min 44 s \| \| 2e \| Richie Porte \| Australie \| Team Sky \| + 52 s \| \| 3e \| Rohan Dennis \| Australie \| Garmin-Sharp \| + 54 s \| \| 4e \| Michael Rogers \| Australie \| Saxo-Tinkoff \| + 1 min 37 s \| \| 5e \| Daniel Moreno \| Espagne \| Katusha \| + 1 min 47 s \| \| 6e \| Daniel Navarro \| Espagne \| Cofidis, Solutions Crédits \| + 1 min 49 s \| \| 7e \| Rein Taaramäe \| Estonie \| Cofidis, Solutions Crédits \| + 1 min 52 s \| \| 8e \| Michał Kwiatkowski \| Pologne \| Omega Pharma-Quick Step \| + 1 min 58 s \| \| 9e \| Leopold König \| Tchéquie \| NetApp-Endura \| + 2 min 16 s \| \| 10e \| Jakob Fuglsang \| Danemark \| Astana \| + 2 min 20 s \| |                    |             |                            |                  |
| |                    |             |                            |                  |
| |                    |             |                            |                  |
| Classement général |                    |             |                            |                  |
| Coureur | Coureur            | Pays        | Équipe                     | Temps            |
| 1er | Christopher Froome | Royaume-Uni | Team Sky                   | 16 h 08 min 44 s |
| 2e | Richie Porte       | Australie   | Team Sky                   | + 52 s           |
| 3e | Rohan Dennis       | Australie   | Garmin-Sharp               | + 54 s           |
| 4e | Michael Rogers     | Australie   | Saxo-Tinkoff               | + 1 min 37 s     |
| 5e | Daniel Moreno      | Espagne     | Katusha                    | + 1 min 47 s     |
| 6e | Daniel Navarro     | Espagne     | Cofidis, Solutions Crédits | + 1 min 49 s     |
| 7e | Rein Taaramäe      | Estonie     | Cofidis, Solutions Crédits | + 1 min 52 s     |
| 8e | Michał Kwiatkowski | Pologne     | Omega Pharma-Quick Step    | + 1 min 58 s     |
| 9e | Leopold König      | Tchéquie    | NetApp-Endura              | + 2 min 16 s     |
| 10e | Jakob Fuglsang     | Danemark    | Astana                     | + 2 min 20 s     |

### 6eétape
Le début de l'étape est plat et passe par le sprint intermédiaire (km 21). Après le sommet au km 59 de la côte d'Arvillard (2,2 km à 5,3 %), classée en 4e catégorie, le parcours ne descend pas mais est légèrement vallonné pendant une dizaine de kilomètres. Les coureurs enchaînent ensuite 4 ascensions : le col du Barioz (7,1 km à 7,3 %), classé en 1re catégorie et dont le sommet est placé au km 79, le col des Ayes (3,8 km à 8,1 %), classé en 2e catégorie et dont le sommet se situe au km 89, une courte montée non-répertoriée et le col des Mouilles (2 km à 6,1 %), classé en 4e catégorie et dont le sommet est au km 96,5. La route est ensuite vallonnée pendant une vingtaine de kilomètres, puis descend jusqu'à l'arrivée à Grenoble, jugée après 141,5 km de course depuis  La Léchère, à travers la Savoie et l'Isère.
| \| Classement de l'étape \| Classement de l'étape \| Classement de l'étape \| Classement de l'étape \| Classement de l'étape \| \| Coureur \| Coureur \| Pays \| Équipe \| Temps \| \| --------------------- \| --------------------- \| --------------------- \| ---------------------------- \| --------------------- \| \| 1er \| Thomas Voeckler \| France \| Team Europcar \| 3 h 24 min 13 s \| \| 2e \| José Herrada \| Espagne \| Movistar Team \| + 0 s \| \| 3e \| Kevin Seeldraeyers \| Belgique \| Astana \| + 0 s \| \| 4e \| Egor Silin \| Russie \| Astana \| + 0 s \| \| 5e \| Edvald Boasson Hagen \| Norvège \| Team Sky \| + 46 s \| \| 6e \| Gianni Meersman \| Belgique \| Omega Pharma-Quick Step \| + 46 s \| \| 7e \| Francesco Gavazzi \| Italie \| Astana \| + 46 s \| \| 8e \| Wesley Sulzberger \| Australie \| Orica-GreenEDGE \| + 46 s \| \| 9e \| Arnaud Gérard \| France \| Bretagne-Séché Environnement \| + 46 s \| \| 10e \| Michał Kwiatkowski \| Pologne \| Omega Pharma-Quick Step \| + 46 s \| |                      |           |                              |                 |
| |                      |           |                              |                 |
| |                      |           |                              |                 |
| Classement de l'étape |                      |           |                              |                 |
| Coureur | Coureur              | Pays      | Équipe                       | Temps           |
| 1er | Thomas Voeckler      | France    | Team Europcar                | 3 h 24 min 13 s |
| 2e | José Herrada         | Espagne   | Movistar Team                | + 0 s           |
| 3e | Kevin Seeldraeyers   | Belgique  | Astana                       | + 0 s           |
| 4e | Egor Silin           | Russie    | Astana                       | + 0 s           |
| 5e | Edvald Boasson Hagen | Norvège   | Team Sky                     | + 46 s          |
| 6e | Gianni Meersman      | Belgique  | Omega Pharma-Quick Step      | + 46 s          |
| 7e | Francesco Gavazzi    | Italie    | Astana                       | + 46 s          |
| 8e | Wesley Sulzberger    | Australie | Orica-GreenEDGE              | + 46 s          |
| 9e | Arnaud Gérard        | France    | Bretagne-Séché Environnement | + 46 s          |
| 10e | Michał Kwiatkowski   | Pologne   | Omega Pharma-Quick Step      | + 46 s          |

| \| Classement général \| Classement général \| Classement général \| Classement général \| Classement général \| \| Coureur \| Coureur \| Pays \| Équipe \| Temps \| \| ------------------ \| ------------------ \| ------------------ \| -------------------------- \| ------------------ \| \| 1er \| Christopher Froome \| Royaume-Uni \| Team Sky \| 19 h 33 min 43 s \| \| 2e \| Richie Porte \| Australie \| Team Sky \| + 52 s \| \| 3e \| Rohan Dennis \| Australie \| Garmin-Sharp \| + 54 s \| \| 4e \| Michael Rogers \| Australie \| Saxo-Tinkoff \| + 1 min 37 s \| \| 5e \| Daniel Moreno \| Espagne \| Katusha \| + 1 min 47 s \| \| 6e \| Daniel Navarro \| Espagne \| Cofidis, Solutions Crédits \| + 1 min 49 s \| \| 7e \| Rein Taaramäe \| Estonie \| Cofidis, Solutions Crédits \| + 1 min 52 s \| \| 8e \| Michał Kwiatkowski \| Pologne \| Omega Pharma-Quick Step \| + 1 min 58 s \| \| 9e \| Leopold König \| Tchéquie \| NetApp-Endura \| + 2 min 16 s \| \| 10e \| Jakob Fuglsang \| Danemark \| Astana \| + 2 min 20 s \| |                    |             |                            |                  |
| |                    |             |                            |                  |
| |                    |             |                            |                  |
| Classement général |                    |             |                            |                  |
| Coureur | Coureur            | Pays        | Équipe                     | Temps            |
| 1er | Christopher Froome | Royaume-Uni | Team Sky                   | 19 h 33 min 43 s |
| 2e | Richie Porte       | Australie   | Team Sky                   | + 52 s           |
| 3e | Rohan Dennis       | Australie   | Garmin-Sharp               | + 54 s           |
| 4e | Michael Rogers     | Australie   | Saxo-Tinkoff               | + 1 min 37 s     |
| 5e | Daniel Moreno      | Espagne     | Katusha                    | + 1 min 47 s     |
| 6e | Daniel Navarro     | Espagne     | Cofidis, Solutions Crédits | + 1 min 49 s     |
| 7e | Rein Taaramäe      | Estonie     | Cofidis, Solutions Crédits | + 1 min 52 s     |
| 8e | Michał Kwiatkowski | Pologne     | Omega Pharma-Quick Step    | + 1 min 58 s     |
| 9e | Leopold König      | Tchéquie    | NetApp-Endura              | + 2 min 16 s     |
| 10e | Jakob Fuglsang     | Danemark    | Astana                     | + 2 min 20 s     |

### 7eétape
Après un début d'étape plutôt vallonné, le parcours emprunte la montée de l'Alpe d'Huez (12 km à 8,6 %), classée en Hors-catégorie. Une fois le sommet (km 51) franchis, les coureurs passeront par une courte descente puis la fin du col de Sarenne (3,1 km à 6,8 %), classé en 2e catégorie et dont le sommet est au km 60,5, avant d'entâmer sa très longue descente, qui sera au programme de la 18e étape du prochain Tour de France. S'ensuivra le col d'Ornon (10,5 km à 6,1 %), classé en 1re catégorie et dont le sommet est situé au km 101, puis la route est vallonnée pendant de nombreux kilomètres, en passant par le sprint intermédiaire (km 144,5). Le final est marqué par l'enchaînement du col du Noyer (11,3 km à 7,2 %), une ascension de 1re catégorie avec un sommet au km 172,5, et de la montée vers SuperDévoluy (4 km à 5,7 %), classée en 3e catégorie, en haut de laquelle sera jugée l'arrivée, après 184 km de course depuis Le Pont-de-Claix, à travers l'Isère et les Hautes-Alpes.
| \| Classement de l'étape \| Classement de l'étape \| Classement de l'étape \| Classement de l'étape \| Classement de l'étape \| \| Coureur \| Coureur \| Pays \| Équipe \| Temps \| \| --------------------- \| --------------------- \| --------------------- \| -------------------------- \| --------------------- \| \| 1er \| Samuel Sánchez \| Espagne \| Euskaltel Euskadi \| 5 h 26 min 14 s \| \| 2e \| Jakob Fuglsang \| Danemark \| Astana \| + 0 s \| \| 3e \| Richie Porte \| Australie \| Team Sky \| + 15 s \| \| 4e \| Daniel Moreno \| Espagne \| Katusha \| + 16 s \| \| 5e \| Stef Clement \| Pays-Bas \| Blanco \| + 16 s \| \| 6e \| Alejandro Valverde \| Espagne \| Movistar Team \| + 16 s \| \| 7e \| Christopher Froome \| Royaume-Uni \| Team Sky \| + 16 s \| \| 8e \| Daniel Navarro \| Espagne \| Cofidis, Solutions Crédits \| + 16 s \| \| 9e \| Michael Rogers \| Australie \| Saxo-Tinkoff \| + 16 s \| \| 10e \| Alberto Contador \| Espagne \| Saxo-Tinkoff \| + 23 s \| |                    |             |                            |                 |
| |                    |             |                            |                 |
| |                    |             |                            |                 |
| Classement de l'étape |                    |             |                            |                 |
| Coureur | Coureur            | Pays        | Équipe                     | Temps           |
| 1er | Samuel Sánchez     | Espagne     | Euskaltel Euskadi          | 5 h 26 min 14 s |
| 2e | Jakob Fuglsang     | Danemark    | Astana                     | + 0 s           |
| 3e | Richie Porte       | Australie   | Team Sky                   | + 15 s          |
| 4e | Daniel Moreno      | Espagne     | Katusha                    | + 16 s          |
| 5e | Stef Clement       | Pays-Bas    | Blanco                     | + 16 s          |
| 6e | Alejandro Valverde | Espagne     | Movistar Team              | + 16 s          |
| 7e | Christopher Froome | Royaume-Uni | Team Sky                   | + 16 s          |
| 8e | Daniel Navarro     | Espagne     | Cofidis, Solutions Crédits | + 16 s          |
| 9e | Michael Rogers     | Australie   | Saxo-Tinkoff               | + 16 s          |
| 10e | Alberto Contador   | Espagne     | Saxo-Tinkoff               | + 23 s          |

| \| Classement général \| Classement général \| Classement général \| Classement général \| Classement général \| \| Coureur \| Coureur \| Pays \| Équipe \| Temps \| \| ------------------ \| ------------------ \| ------------------ \| -------------------------- \| ------------------ \| \| 1er \| Christopher Froome \| Royaume-Uni \| Team Sky \| 25 h 00 min 13 s \| \| 2e \| Richie Porte \| Australie \| Team Sky \| + 51 s \| \| 3e \| Michael Rogers \| Australie \| Saxo-Tinkoff \| + 1 min 37 s \| \| 4e \| Daniel Moreno \| Espagne \| Katusha \| + 1 min 47 s \| \| 5e \| Daniel Navarro \| Espagne \| Cofidis, Solutions Crédits \| + 1 min 49 s \| \| 6e \| Jakob Fuglsang \| Danemark \| Astana \| + 2 min 04 s \| \| 7e \| Stef Clement \| Pays-Bas \| Blanco \| + 2 min 32 s \| \| 8e \| Alejandro Valverde \| Espagne \| Movistar Team \| + 2 min 47 s \| \| 9e \| Rohan Dennis \| Australie \| Garmin-Sharp \| + 2 min 48 s \| \| 10e \| Alberto Contador \| Espagne \| Saxo-Tinkoff \| + 2 min 56 s \| |                    |             |                            |                  |
| |                    |             |                            |                  |
| |                    |             |                            |                  |
| Classement général |                    |             |                            |                  |
| Coureur | Coureur            | Pays        | Équipe                     | Temps            |
| 1er | Christopher Froome | Royaume-Uni | Team Sky                   | 25 h 00 min 13 s |
| 2e | Richie Porte       | Australie   | Team Sky                   | + 51 s           |
| 3e | Michael Rogers     | Australie   | Saxo-Tinkoff               | + 1 min 37 s     |
| 4e | Daniel Moreno      | Espagne     | Katusha                    | + 1 min 47 s     |
| 5e | Daniel Navarro     | Espagne     | Cofidis, Solutions Crédits | + 1 min 49 s     |
| 6e | Jakob Fuglsang     | Danemark    | Astana                     | + 2 min 04 s     |
| 7e | Stef Clement       | Pays-Bas    | Blanco                     | + 2 min 32 s     |
| 8e | Alejandro Valverde | Espagne     | Movistar Team              | + 2 min 47 s     |
| 9e | Rohan Dennis       | Australie   | Garmin-Sharp               | + 2 min 48 s     |
| 10e | Alberto Contador   | Espagne     | Saxo-Tinkoff               | + 2 min 56 s     |

### 8eétape
La première partie de l'étape est vallonnée, avec notamment la côte de la Bréole (5,4 km à 5 %), classée en 3e catégorie et dont le sommet se situe au km 52,5, et le sprint intermédiaire (km 108). Les coureurs enchaînent ensuite 2 ascensions de 1re catégorie : le col de Vars (10,4 km à 6,9 %), dont le sommet est placé au km 119, et la montée vers Risoul (12,8 km à 6,9 %), en haut de laquelle sera jugée l'arrivée, après 152 km de course depuis Sisteron, à travers les Alpes-de-Haute-Provence et les Hautes-Alpes. Il s'agit de la première fois que le Critérium du Dauphiné s'achève en Provence-Alpes-Côte d'Azur. Cela satisfait particulièrement le maire de Risoul, qui estime que le cyclisme « est le sport populaire par excellence » et « imagine déjà une vraie bagarre dans les lacets de la montée sur la station vu le profil difficile de l’étape ».
La pluie accroit la difficulté de cette étape et provoque l'abandon de nombreux coureurs : plus de trente partants quittent la course.
Un groupe s'échappe du peloton en début d'étape, comprenant jusqu'à 24 coureurs. Dix-sept des 22 équipes en course y sont représentées. Thomas Damuseau (Argos-Shimano) et Gianni Meersman (Omega Pharma-Quick Step), respectivement leaders du classement de la montagne et du classement par points, y sont notamment présents. Ils renforcent tous deux leur position : Damuseau passe en tête au sommet de la côte de la Bréole, et Meersman gagne le sprint de Jausiers. Dans l'ascension du col de Vars, Tim Wellens (Lotto-Belisol) et Alessandro De Marchi (Cannondale) attaquent. Ils sont rejoints ensuite par Travis Meyer (Orica-GreenEDGE). Celui-ci les distance pendant quelques minutes, avant d'être rattrapé par De Marchi, Wellens, Manuel Quinziato (BMC Racing) et Alberto Losada (Katusha).
Ces cinq coureurs comptent près de trois minutes d'avance lorsqu'ils abordent l'ascension finale de l'étape, menant à Risoul. Wellens attaque au pied de l'ascension et creuse une avance de 30 seconds à mi-chemin. Il faiblit cependant, et est rejoint et immédiatement dépassé par De Marchi.
L'équipe Sky mène le peloton et imprime une vitesse que ne peux suivre Michael Rogers (Saxo-Tinkoff). Christopher Froome et Richie Porte finissent par s'échapper à deux pour tenter de rattraper De Marchi. Froome semble vouloir emmener son équipier vers une victoire d'étape et se retourne régulièrement vers lui. De Marchi franchit tout de même le premier la ligne d'arrivée et obtient ainsi la première victoire individuelle de sa carrière professionnelle. Froome et Porte ont entretemps été rejoints par Andrew Talansky (Garmin-Sharp), qui dispute le sprint et prend la troisième place, derrière Froome, 24 secondes après l'arrivée de De Marchi,,,,,.
Froome et Porte assurent leurs places au classement général. Michael Rogers, arrivé seizième avec près de deux minutes de retard, passe de la troisième à la sixième place du classement général. Daniel Moreno, huitième de l'étape, termine troisième de ce Critérium du Dauphiné. La deuxième place de l'étape ne permet pas à Froome de prendre à Meersman le maillot vert : ce dernier termine avec 49 points, contre 47 pour Froome.
| \| Classement de l'étape \| Classement de l'étape \| Classement de l'étape \| Classement de l'étape \| Classement de l'étape \| \| Coureur \| Coureur \| Pays \| Équipe \| Temps \| \| --------------------- \| --------------------- \| --------------------- \| -------------------------- \| --------------------- \| \| 1er \| Alessandro De Marchi \| Italie \| Cannondale \| 4 h 28 min 09 s \| \| 2e \| Christopher Froome \| Royaume-Uni \| Team Sky \| + 24 s \| \| 3e \| Andrew Talansky \| États-Unis \| Garmin-Sharp \| + 24 s \| \| 4e \| Richie Porte \| Australie \| Team Sky \| + 31 s \| \| 5e \| Jakob Fuglsang \| Danemark \| Astana \| + 38 s \| \| 6e \| Alejandro Valverde \| Espagne \| Movistar Team \| + 49 s \| \| 7e \| Joaquim Rodríguez \| Espagne \| Katusha \| + 49 s \| \| 8e \| Daniel Moreno \| Espagne \| Katusha \| + 49 s \| \| 9e \| Daniel Navarro \| Espagne \| Cofidis, Solutions Crédits \| + 55 s \| \| 10e \| Rohan Dennis \| Australie \| Garmin-Sharp \| + 1 min 00 s \| |                      |             |                            |                 |
| |                      |             |                            |                 |
| |                      |             |                            |                 |
| Classement de l'étape |                      |             |                            |                 |
| Coureur | Coureur              | Pays        | Équipe                     | Temps           |
| 1er | Alessandro De Marchi | Italie      | Cannondale                 | 4 h 28 min 09 s |
| 2e | Christopher Froome   | Royaume-Uni | Team Sky                   | + 24 s          |
| 3e | Andrew Talansky      | États-Unis  | Garmin-Sharp               | + 24 s          |
| 4e | Richie Porte         | Australie   | Team Sky                   | + 31 s          |
| 5e | Jakob Fuglsang       | Danemark    | Astana                     | + 38 s          |
| 6e | Alejandro Valverde   | Espagne     | Movistar Team              | + 49 s          |
| 7e | Joaquim Rodríguez    | Espagne     | Katusha                    | + 49 s          |
| 8e | Daniel Moreno        | Espagne     | Katusha                    | + 49 s          |
| 9e | Daniel Navarro       | Espagne     | Cofidis, Solutions Crédits | + 55 s          |
| 10e | Rohan Dennis         | Australie   | Garmin-Sharp               | + 1 min 00 s    |

## Classements finals

### Classement général
| \| Classement général \| Classement général \| Classement général \| Classement général \| Classement général \| \| Coureur \| Coureur \| Pays \| Équipe \| Temps \| \| ------------------ \| ------------------ \| ------------------ \| -------------------------- \| ------------------ \| \| 1er \| Christopher Froome \| Royaume-Uni \| Team Sky \| 29 h 28 min 46 s \| \| 2e \| Richie Porte \| Australie \| Team Sky \| + 58 s \| \| 3e \| Daniel Moreno \| Espagne \| Katusha \| + 2 min 12 s \| \| 4e \| Jakob Fuglsang \| Danemark \| Astana \| + 2 min 18 s \| \| 5e \| Daniel Navarro \| Espagne \| Cofidis, Solutions Crédits \| + 2 min 20 s \| \| 6e \| Michael Rogers \| Australie \| Saxo-Tinkoff \| + 3 min 08 s \| \| 7e \| Alejandro Valverde \| Espagne \| Movistar Team \| + 3 min 12 s \| \| 8e \| Rohan Dennis \| Australie \| Garmin-Sharp \| + 3 min 24 s \| \| 9e \| Samuel Sánchez \| Espagne \| Euskaltel Euskadi \| + 4 min 25 s \| \| 10e \| Alberto Contador \| Espagne \| Saxo-Tinkoff \| + 4 min 27 s \| |                    |             |                            |                  |
| |                    |             |                            |                  |
| Source : ProCyclingStats |                    |             |                            |                  |
| Classement général |                    |             |                            |                  |
| Coureur | Coureur            | Pays        | Équipe                     | Temps            |
| 1er | Christopher Froome | Royaume-Uni | Team Sky                   | 29 h 28 min 46 s |
| 2e | Richie Porte       | Australie   | Team Sky                   | + 58 s           |
| 3e | Daniel Moreno      | Espagne     | Katusha                    | + 2 min 12 s     |
| 4e | Jakob Fuglsang     | Danemark    | Astana                     | + 2 min 18 s     |
| 5e | Daniel Navarro     | Espagne     | Cofidis, Solutions Crédits | + 2 min 20 s     |
| 6e | Michael Rogers     | Australie   | Saxo-Tinkoff               | + 3 min 08 s     |
| 7e | Alejandro Valverde | Espagne     | Movistar Team              | + 3 min 12 s     |
| 8e | Rohan Dennis       | Australie   | Garmin-Sharp               | + 3 min 24 s     |
| 9e | Samuel Sánchez     | Espagne     | Euskaltel Euskadi          | + 4 min 25 s     |
| 10e | Alberto Contador   | Espagne     | Saxo-Tinkoff               | + 4 min 27 s     |

| Classement par points | Classement par points | Classement par points | Classement par points   | Classement par points |
| Coureur               | Coureur               | Pays                  | Équipe                  | Points                |
| --------------------- | --------------------- | --------------------- | ----------------------- | --------------------- |
| 1er                   | Gianni Meersman       | Belgique              | Omega Pharma-Quick Step | 49 pts                |
| 2e                    | Christopher Froome    | Royaume-Uni           | Team Sky                | 47 pts                |
| 3e                    | Richie Porte          | Australie             | Team Sky                | 32 pts                |
| 4e                    | Edvald Boasson Hagen  | Norvège               | Team Sky                | 26 pts                |
| 5e                    | Jakob Fuglsang        | Danemark              | Astana                  | 23 pts                |
| 6e                    | Alejandro Valverde    | Espagne               | Movistar Team           | 21 pts                |
| 7e                    | David Veilleux        | Canada                | Team Europcar           | 20 pts                |
| 8e                    | Daniel Moreno         | Espagne               | Katusha                 | 16 pts                |
| 9e                    | Samuel Sánchez        | Espagne               | Euskaltel Euskadi       | 15 pts                |
| 10e                   | Alessandro De Marchi  | Italie                | Cannondale              | 15 pts                |

| Classement par points | Classement par points | Classement par points | Classement par points   | Classement par points |
| Coureur               | Coureur               | Pays                  | Équipe                  | Points                |
| --------------------- | --------------------- | --------------------- | ----------------------- | --------------------- |
| 1er                   | Gianni Meersman       | Belgique              | Omega Pharma-Quick Step | 49 pts                |
| 2e                    | Christopher Froome    | Royaume-Uni           | Team Sky                | 47 pts                |
| 3e                    | Richie Porte          | Australie             | Team Sky                | 32 pts                |
| 4e                    | Edvald Boasson Hagen  | Norvège               | Team Sky                | 26 pts                |
| 5e                    | Jakob Fuglsang        | Danemark              | Astana                  | 23 pts                |
| 6e                    | Alejandro Valverde    | Espagne               | Movistar Team           | 21 pts                |
| 7e                    | David Veilleux        | Canada                | Team Europcar           | 20 pts                |
| 8e                    | Daniel Moreno         | Espagne               | Katusha                 | 16 pts                |
| 9e                    | Samuel Sánchez        | Espagne               | Euskaltel Euskadi       | 15 pts                |
| 10e                   | Alessandro De Marchi  | Italie                | Cannondale              | 15 pts                |

| Classement de la montagne | Classement de la montagne | Classement de la montagne | Classement de la montagne | Classement de la montagne |
| Coureur                   | Coureur                   | Pays                      | Équipe                    | Points                    |
| ------------------------- | ------------------------- | ------------------------- | ------------------------- | ------------------------- |
| 1er                       | Thomas Damuseau           | France                    | Argos-Shimano             | 109 pts                   |
| 2e                        | Kevin Seeldraeyers        | Belgique                  | Astana                    | 77 pts                    |
| 3e                        | Christopher Froome        | Royaume-Uni               | Team Sky                  | 46 pts                    |
| 4e                        | David Veilleux            | Canada                    | Team Europcar             | 45 pts                    |
| 5e                        | Alexey Lutsenko           | Kazakhstan                | Astana                    | 35 pts                    |
| 6e                        | Alessandro De Marchi      | Italie                    | Cannondale                | 30 pts                    |
| 7e                        | Alberto Contador          | Espagne                   | Saxo-Tinkoff              | 30 pts                    |
| 8e                        | Jakob Fuglsang            | Danemark                  | Astana                    | 29 pts                    |
| 9e                        | Jurgen Van den Broeck     | Belgique                  | Lotto-Belisol             | 28 pts                    |
| 10e                       | Ricardo García Ambroa     | Espagne                   | Euskaltel Euskadi         | 28 pts                    |

| Classement de la montagne | Classement de la montagne | Classement de la montagne | Classement de la montagne | Classement de la montagne |
| Coureur                   | Coureur                   | Pays                      | Équipe                    | Points                    |
| ------------------------- | ------------------------- | ------------------------- | ------------------------- | ------------------------- |
| 1er                       | Thomas Damuseau           | France                    | Argos-Shimano             | 109 pts                   |
| 2e                        | Kevin Seeldraeyers        | Belgique                  | Astana                    | 77 pts                    |
| 3e                        | Christopher Froome        | Royaume-Uni               | Team Sky                  | 46 pts                    |
| 4e                        | David Veilleux            | Canada                    | Team Europcar             | 45 pts                    |
| 5e                        | Alexey Lutsenko           | Kazakhstan                | Astana                    | 35 pts                    |
| 6e                        | Alessandro De Marchi      | Italie                    | Cannondale                | 30 pts                    |
| 7e                        | Alberto Contador          | Espagne                   | Saxo-Tinkoff              | 30 pts                    |
| 8e                        | Jakob Fuglsang            | Danemark                  | Astana                    | 29 pts                    |
| 9e                        | Jurgen Van den Broeck     | Belgique                  | Lotto-Belisol             | 28 pts                    |
| 10e                       | Ricardo García Ambroa     | Espagne                   | Euskaltel Euskadi         | 28 pts                    |

| Classement du meilleur jeune | Classement du meilleur jeune | Classement du meilleur jeune | Classement du meilleur jeune | Classement du meilleur jeune |
| Coureur                      | Coureur                      | Pays                         | Équipe                       | Temps                        |
| ---------------------------- | ---------------------------- | ---------------------------- | ---------------------------- | ---------------------------- |
| 1er                          | Rohan Dennis                 | Australie                    | Garmin-Sharp                 | 29 h 32 min 10 s             |
| 2e                           | Alexandre Geniez             | France                       | FDJ                          | + 3 min 53 s                 |
| 3e                           | Warren Barguil               | France                       | Argos-Shimano                | + 8 min 48 s                 |
| 4e                           | Dominik Nerz                 | Allemagne                    | BMC Racing Team              | + 10 min 13 s                |
| 5e                           | Egor Silin                   | Russie                       | Astana                       | + 11 min 52 s                |
| 6e                           | Peter Kennaugh               | Royaume-Uni                  | Team Sky                     | + 14 min 11 s                |
| 7e                           | Andrew Talansky              | États-Unis                   | Garmin-Sharp                 | + 24 min 15 s                |
| 8e                           | Tony Gallopin                | France                       | RadioShack-Leopard           | + 29 min 40 s                |
| 9e                           | Tim Wellens                  | Belgique                     | Lotto-Belisol                | + 30 min 30 s                |
| 10e                          | Ángel Madrazo                | Espagne                      | Movistar Team                | + 35 min 03 s                |

| Classement du meilleur jeune | Classement du meilleur jeune | Classement du meilleur jeune | Classement du meilleur jeune | Classement du meilleur jeune |
| Coureur                      | Coureur                      | Pays                         | Équipe                       | Temps                        |
| ---------------------------- | ---------------------------- | ---------------------------- | ---------------------------- | ---------------------------- |
| 1er                          | Rohan Dennis                 | Australie                    | Garmin-Sharp                 | 29 h 32 min 10 s             |
| 2e                           | Alexandre Geniez             | France                       | FDJ                          | + 3 min 53 s                 |
| 3e                           | Warren Barguil               | France                       | Argos-Shimano                | + 8 min 48 s                 |
| 4e                           | Dominik Nerz                 | Allemagne                    | BMC Racing Team              | + 10 min 13 s                |
| 5e                           | Egor Silin                   | Russie                       | Astana                       | + 11 min 52 s                |
| 6e                           | Peter Kennaugh               | Royaume-Uni                  | Team Sky                     | + 14 min 11 s                |
| 7e                           | Andrew Talansky              | États-Unis                   | Garmin-Sharp                 | + 24 min 15 s                |
| 8e                           | Tony Gallopin                | France                       | RadioShack-Leopard           | + 29 min 40 s                |
| 9e                           | Tim Wellens                  | Belgique                     | Lotto-Belisol                | + 30 min 30 s                |
| 10e                          | Ángel Madrazo                | Espagne                      | Movistar Team                | + 35 min 03 s                |

| Classement par équipes | Classement par équipes     | Classement par équipes | Classement par équipes |
| Équipe                 | Équipe                     | Pays                   | Temps                  |
| ---------------------- | -------------------------- | ---------------------- | ---------------------- |
| 1re                    | Sky                        | Royaume-Uni            | 88 h 40 min 44 s       |
| 2e                     | Saxo-Tinkoff               | Danemark               | + 12 min 18 s          |
| 3e                     | Euskaltel-Euskadi          | Espagne                | + 23 min 27 s          |
| 4e                     | Astana                     | Kazakhstan             | + 24 min 34 s          |
| 5e                     | Cofidis, Solutions Crédits | France                 | + 25 min 50 s          |
| 6e                     | RadioShack-Leopard         | Luxembourg             | + 25 min 58 s          |
| 7e                     | Blanco                     | Pays-Bas               | + 28 min 58 s          |
| 8e                     | Katusha                    | Russie                 | + 33 min 49 s          |
| 9e                     | BMC Racing Team            | États-Unis             | + 45 min 26 s          |
| 10e                    | Movistar Team              | Espagne                | + 52 min 43 s          |

| Classement par équipes | Classement par équipes     | Classement par équipes | Classement par équipes |
| Équipe                 | Équipe                     | Pays                   | Temps                  |
| ---------------------- | -------------------------- | ---------------------- | ---------------------- |
| 1re                    | Sky                        | Royaume-Uni            | 88 h 40 min 44 s       |
| 2e                     | Saxo-Tinkoff               | Danemark               | + 12 min 18 s          |
| 3e                     | Euskaltel-Euskadi          | Espagne                | + 23 min 27 s          |
| 4e                     | Astana                     | Kazakhstan             | + 24 min 34 s          |
| 5e                     | Cofidis, Solutions Crédits | France                 | + 25 min 50 s          |
| 6e                     | RadioShack-Leopard         | Luxembourg             | + 25 min 58 s          |
| 7e                     | Blanco                     | Pays-Bas               | + 28 min 58 s          |
| 8e                     | Katusha                    | Russie                 | + 33 min 49 s          |
| 9e                     | BMC Racing Team            | États-Unis             | + 45 min 26 s          |
| 10e                    | Movistar Team              | Espagne                | + 52 min 43 s          |

### UCI World Tour
Ce Critérium du Dauphiné attribue des points pour l'UCI World Tour 2013, seulement aux coureurs des équipes ayant un label ProTeam.
| Position           | 1er | 2e | 3e | 4e | 5e | 6e | 7e | 8e | 9e | 10e |
| Classement général | 100 | 80 | 70 | 60 | 50 | 40 | 30 | 20 | 10 | 4   |
| Par étape          | 6   | 4  | 2  | 1  | 1  |    |    |    |    |     |

| #  | Coureur            | Équipe                  | Points |
| -- | ------------------ | ----------------------- | ------ |
| 1  | Christopher Froome | Sky                     | 113    |
| 2  | Richie Porte       | Sky                     | 84     |
| 3  | Daniel Moreno      | Katusha                 | 71     |
| 4  | Jakob Fuglsang     | Astana                  | 65     |
| 5  | Michael Rogers     | Saxo-Tinkoff            | 41     |
| 6  | Alejandro Valverde | Movistar                | 31     |
| 7  | Rohan Dennis       | Garmin-Sharp            | 24     |
| 8  | Samuel Sánchez     | Euskaltel Euskadi       | 16     |
| 9  | Gianni Meersman    | Omega Pharma-Quick Step | 10     |
| 10 | Alberto Contador   | Saxo-Tinkoff            | 8      |

| Suite du classement (11-28) | Suite du classement (11-28) | Suite du classement (11-28) | Suite du classement (11-28) |
| --------------------------- | --------------------------- | --------------------------- | --------------------------- |
| 11                          | Edvald Boasson Hagen        | Sky                         | 7                           |
| 11                          | Elia Viviani                | Cannondale                  | 7                           |
| 13                          | Tony Martin                 | Omega Pharma-Quick Step     | 6                           |
| 13                          | Alessandro De Marchi        | Cannondale                  | 6                           |
| 15                          | José Herrada                | Movistar                    | 4                           |
| 15                          | Michael Matthews            | Orica-GreenEDGE             | 4                           |
| 17                          | Matthew Busche              | RadioShack-Leopard          | 2                           |
| 17                          | Tony Gallopin               | RadioShack-Leopard          | 2                           |
| 17                          | Kevin Seeldraeyers          | Astana                      | 2                           |
| 17                          | Tom-Jelte Slagter           | Blanco                      | 2                           |
| 17                          | Andrew Talansky             | Garmin-Sharp                | 2                           |
| 22                          | Jonathan Castroviejo        | Movistar                    | 1                           |
| 22                          | Stef Clement                | Blanco                      | 1                           |
| 22                          | Anthony Geslin              | FDJ                         | 1                           |
| 22                          | Thor Hushovd                | BMC Racing                  | 1                           |
| 22                          | Reinardt Janse van Rensburg | Argos-Shimano               | 1                           |
| 22                          | Michał Kwiatkowski          | Omega Pharma-Quick Step     | 1                           |
| 22                          | Egor Silin                  | Astana                      | 1                           |

## Évolution des classements
Le classement général, dont le leader porte le maillot jaune à bande bleue, s'établit en additionnant les temps réalisés à chaque étape.
Le classement par points, dont le leader porte le maillot vert, est l'addition des points attribués à l'arrivée des étapes (25, 22, 20, 18, 16 points, puis en ôtant 1 pt par place perdue jusqu'au 20e, qui reçoit donc 1 pt, lors des 3 premières étapes ; 15, 12, 10, 8, 6 points, puis en ôtant 1 pt par place jusqu'au 10e, qui reçoit donc 1 pt, lors du prologue et des 4 dernières étapes). En cas d'égalité de points, les critères de départage, dans l'ordre, sont : nombre de victoires d'étape, classement général.
Le classement du meilleur grimpeur, dont le leader porte le maillot rouge à pois blancs, consiste en l'addition des points obtenus au sommet des ascensions Hors catégorie (20, 18, 16, 14, 12, 10, 8, 7, 6 et 5 pts), de 1re (15, 13, 11, 9, 8, 7, 6 et 5 pts), 2e (10, 9, 8, 7, 6 et 5 pts), 3e (4, 3, 2 et 1 pts) et 4e (3, 2 et 1 pts) catégorie. En cas d'égalité de points, les critères de départage, dans l'ordre, sont : nombre de premières places dans les ascensions Hors catégorie, de 1re, de 2e, de 3e, puis de 4e catégorie, classement général.
Le classement du meilleur jeune, dont le leader porte le maillot blanc, est le classement général des coureurs nés depuis le 1er janvier 1988.
Le classement par équipes de l'étape est l'addition des trois meilleurs temps individuels de chaque équipe. En cas d'égalité, les critères de départage, dans l'ordre, sont : addition des places des 3 premiers coureurs des équipes concernées, place du meilleur coureur sur l'étape. Calculer le classement par équipes revient à additionner les classements par équipes de chaque étape. En cas d'égalité, les critères de départage, dans l'ordre, sont : nombre de premières places dans le classement par équipes du jour, nombre de deuxièmes places dans le classement par équipes du jour, etc., place au classement général du meilleur coureur des équipes concernées.
| Étape              | Vainqueur            | Classement général | Classement par points | Classement de la montagne | Classement du meilleur jeune | Classement par équipes |
| ------------------ | -------------------- | ------------------ | --------------------- | ------------------------- | ---------------------------- | ---------------------- |
| 1                  | David Veilleux       | David Veilleux     | David Veilleux        | David Veilleux            | Tom-Jelte Slagter            | Europcar               |
| 2                  | Elia Viviani         | David Veilleux     | Gianni Meersman       | Thomas Damuseau           | Tony Gallopin                | Europcar               |
| 3                  | Edvald Boasson Hagen | David Veilleux     | Gianni Meersman       | Thomas Damuseau           | Tony Gallopin                | Europcar               |
| 4                  | Tony Martin          | Rohan Dennis       | Gianni Meersman       | Thomas Damuseau           | Rohan Dennis                 | Sky                    |
| 5                  | Christopher Froome   | Christopher Froome | Gianni Meersman       | Thomas Damuseau           | Rohan Dennis                 | Sky                    |
| 6                  | Thomas Voeckler      | Christopher Froome | Gianni Meersman       | Thomas Damuseau           | Rohan Dennis                 | Sky                    |
| 7                  | Samuel Sánchez       | Christopher Froome | Gianni Meersman       | Thomas Damuseau           | Rohan Dennis                 | Sky                    |
| 8                  | Alessandro De Marchi | Christopher Froome | Gianni Meersman       | Thomas Damuseau           | Rohan Dennis                 | Sky                    |
| Classements finals | Classements finals   | Christopher Froome | Gianni Meersman       | Thomas Damuseau           | Rohan Dennis                 | Sky                    |

## Liste des participants
- Liste de départ complète

| Légende                             | Légende                                                                                                  | Légende                                | Légende                                                                                                  |
| ----------------------------------- | --- | -------------------------------------- | --- |
| Num                                 | Dossard de départ porté par le coureur sur ce Critérium du Dauphiné                                      | Pos                                    | Position finale au classement général                                                                    |
| Leader du classement général        | Indique le vainqueur du classement général                                                               | Leader du classement par points        | Indique le vainqueur du classement par points                                                            |
| Leader du classement de la montagne | Indique le vainqueur du classement de la montagne                                                        | Leader du classement du meilleur jeune | Indique le vainqueur du classement du meilleur jeune                                                     |
|                                     | Indique un maillot de champion national ou mondial, suivi de sa spécialité                               | #                                      | Indique la meilleure équipe                                                                              |
| NP                                  | Indique un coureur qui n'a pas pris le départ d'une étape, suivi du numéro de l'étape où il s'est retiré | AB                                     | Indique un coureur qui n'a pas terminé une étape, suivi du numéro de l'étape où il s'est retiré          |
| HD                                  | Indique un coureur qui a terminé une étape hors des délais, suivi du numéro de l'étape                   | *                                      | Indique un coureur en lice pour le classement du meilleur jeune (coureurs nés après le 1er janvier 1987) |

| Team Sky SKY | Team Sky SKY               | Team Sky SKY |
| ------------ | -------------------------- | ------------ |
| Num          | Coureur                    | Pos          |
| 1            | Christopher Froome (GBR)   | 1er          |
| 2            | Edvald Boasson Hagen (NOR) | 29e          |
| 3            | Peter Kennaugh (GBR)       | 23e          |
| 4            | Vasil Kiryienka (BLR)      | 81e          |
| 5            | Richie Porte (AUS)         | 2e           |
| 6            | David López García (ESP)   | AB-8         |
| 7            | Ian Stannard (GBR)         | 97e          |
| 8            | Geraint Thomas (GBR)       | 15e          |

| Saxo-Tinkoff TST | Saxo-Tinkoff TST               | Saxo-Tinkoff TST |
| ---------------- | ------------------------------ | ---------------- |
| Num              | Coureur                        | Pos              |
| 11               | Alberto Contador (ESP)         | 10e              |
| 12               | Timothy Duggan (USA)           | AB-8             |
| 13               | Jesús Hernández Blázquez (ESP) | AB-8             |
| 14               | Benjamín Noval (ESP)           | AB-7             |
| 15               | Sérgio Paulinho (POR)          | 25e              |
| 16               | Michael Rogers (AUS)           | 6e               |
| 17               | Chris Anker Sørensen (DEN)     | NP-3             |
| 18               | Nicki Sørensen (DEN)           | AB-8             |

| Lotto-Belisol LTB | Lotto-Belisol LTB           | Lotto-Belisol LTB |
| ----------------- | --------------------------- | ----------------- |
| Num               | Coureur                     | Pos               |
| 21                | Jurgen Van den Broeck (BEL) | 29e               |
| 22                | Gaëtan Bille (BEL)          | AB-3              |
| 23                | Sander Cordeel (BEL)        | 87e               |
| 24                | Bart De Clercq (BEL)        | AB-7              |
| 25                | Jurgen Van de Walle (BEL)   | AB-8              |
| 26                | Dennis Vanendert (BEL)      | 71e               |
| 27                | Jelle Vanendert (BEL)       | AB-2              |
| 28                | Tim Wellens (BEL)           | 34e               |

| Astana AST | Astana AST               | Astana AST |
| ---------- | ------------------------ | ---------- |
| Num        | Coureur                  | Pos        |
| 31         | Jakob Fuglsang (DEN)     | 4e         |
| 32         | Assan Bazayev (KAZ)      | 84e        |
| 33         | Francesco Gavazzi (ITA)  | 40e        |
| 34         | Andriy Grivko (UKR)      | 48e        |
| 35         | Alexey Lutsenko (KAZ)    | 69e        |
| 36         | Dmitri Mouraviov (KAZ)   | AB-7       |
| 37         | Kevin Seeldraeyers (BEL) | 36e        |
| 38         | Egor Silin (RUS)         | 22e        |

| BMC Racing Team BMC | BMC Racing Team BMC     | BMC Racing Team BMC |
| ------------------- | ----------------------- | ------------------- |
| Num                 | Coureur                 | Pos                 |
| 41                  | Thor Hushovd (NOR)      | AB-8                |
| 42                  | Brent Bookwalter (USA)  | 35e                 |
| 43                  | Yannick Eijssen (BEL)   | 105e                |
| 44                  | Dominik Nerz (GER)      | 20e                 |
| 45                  | Marco Pinotti (ITA)     | NP-7                |
| 46                  | Manuel Quinziato (ITA)  | 53e                 |
| 47                  | Ivan Santaromita (ITA)  | AB-8                |
| 48                  | Lawrence Warbasse (USA) | AB-7                |

| Blanco BLA | Blanco BLA               | Blanco BLA |
| ---------- | ------------------------ | ---------- |
| Num        | Coureur                  | Pos        |
| 51         | Laurens ten Dam (NED)    | 13e        |
| 52         | Stef Clement (NED)       | 11e        |
| 53         | Juan Manuel Gárate (ESP) | 66e        |
| 54         | Marc Goos (NED)          | AB-8       |
| 55         | Tom-Jelte Slagter (NED)  | AB-8       |
| 56         | Bram Tankink (NED)       | 42e        |
| 57         | David Tanner (AUS)       | AB-8       |
| 58         | Robert Wagner (GER)      | AB-7       |

| RadioShack-Leopard RLT | RadioShack-Leopard RLT | RadioShack-Leopard RLT |
| ---------------------- | ---------------------- | ---------------------- |
| Num                    | Coureur                | Pos                    |
| 61                     | Haimar Zubeldia (ESP)  | 14e                    |
| 62                     | Matthew Busche (USA)   | 19e                    |
| 63                     | Laurent Didier (LUX)   | 50e                    |
| 64                     | Tony Gallopin (FRA)    | 33e                    |
| 65                     | Ben Hermans (BEL)      | AB-7                   |
| 66                     | Markel Irizar (ESP)    | 82e                    |
| 67                     | Benjamin King (USA)    | AB-8                   |
| 68                     | Thomas Rohregger (AUT) | AB-7                   |

| Orica-GreenEDGE OGE | Orica-GreenEDGE OGE        | Orica-GreenEDGE OGE |
| ------------------- | -------------------------- | ------------------- |
| Num                 | Coureur                    | Pos                 |
| 71                  | Simon Gerrans (AUS)        | AB-8                |
| 72                  | Fumiyuki Beppu (JPN)       | AB-7                |
| 73                  | Simon Clarke (AUS)         | AB-8                |
| 74                  | Mitchell Docker (AUS)      | 107e                |
| 75                  | Michael Matthews (AUS)     | 80e                 |
| 76                  | Travis Meyer (AUS)         | 74e                 |
| 77                  | Wesley Sulzberger (AUS)    | 26e                 |
| 78                  | Daniel Teklehaimanot (ERI) | AB-8                |

| Katusha KAT | Katusha KAT              | Katusha KAT |
| ----------- | ------------------------ | ----------- |
| Num         | Coureur                  | Pos         |
| 81          | Joaquim Rodríguez (ESP)  | 16e         |
| 82          | Sergey Chernetskiy (RUS) | 62e         |
| 83          | Xavier Florencio (ESP)   | AB-7        |
| 84          | Petr Ignatenko (RUS)     | 81e         |
| 85          | Mikhail Ignatiev (RUS)   | AB-7        |
| 86          | Timofey Kritskiy (RUS)   | AB-6        |
| 87          | Alberto Losada (ESP)     | 47e         |
| 88          | Daniel Moreno (ESP)      | 3e          |

| Cofidis, Solutions Crédits COF | Cofidis, Solutions Crédits COF | Cofidis, Solutions Crédits COF |
| ------------------------------ | ------------------------------ | ------------------------------ |
| Num                            | Coureur                        | Pos                            |
| 91                             | Jérôme Coppel (FRA)            | 59e                            |
| 92                             | Yoann Bagot (FRA)              | 52e                            |
| 93                             | Christophe Le Mével (FRA)      | 32e                            |
| 94                             | Luis Ángel Maté (ESP)          | AB-8                           |
| 95                             | Rudy Molard (FRA)              | 64e                            |
| 96                             | Daniel Navarro (ESP)           | 5e                             |
| 97                             | Rein Taaramäe (EST)            | 27e                            |
| 98                             | Tristan Valentin (FRA)         | 109e                           |

| Euskaltel Euskadi EUS | Euskaltel Euskadi EUS       | Euskaltel Euskadi EUS |
| --------------------- | --------------------------- | --------------------- |
| Num                   | Coureur                     | Pos                   |
| 101                   | Samuel Sánchez (ESP)        | 9e                    |
| 102                   | Mikel Astarloza (ESP)       | 37e                   |
| 103                   | Pello Bilbao (ESP)          | 73e                   |
| 104                   | Ricardo García Ambroa (ESP) | 102e                  |
| 105                   | Gorka Izagirre (ESP)        | 43e                   |
| 106                   | Egoi Martínez (ESP)         | 44e                   |
| 107                   | Mikel Nieve (ESP)           | 17e                   |
| 108                   | Romain Sicard (FRA)         | 83e                   |

| Garmin-Sharp GRS | Garmin-Sharp GRS      | Garmin-Sharp GRS |
| ---------------- | --------------------- | ---------------- |
| Num              | Coureur               | Pos              |
| 111              | Andrew Talansky (USA) | 28e              |
| 112              | Jack Bauer (NZL)      | 99e              |
| 113              | Rohan Dennis (AUS)    | 8e               |
| 114              | Caleb Fairly (USA)    | 88e              |
| 115              | Koldo Fernández (ESP) | AB-8             |
| 116              | Alex Howes (USA)      | AB-8             |
| 117              | Michel Kreder (NED)   | NP-8             |
| 118              | Jacob Rathe (USA)     | AB-8             |

| Lampre-Merida LAM | Lampre-Merida LAM         | Lampre-Merida LAM |
| ----------------- | ------------------------- | ----------------- |
| Num               | Coureur                   | Pos               |
| 121               | Damiano Cunego (ITA)      | 21e               |
| 122               | Matteo Bono (ITA)         | 97e               |
| 123               | Kristijan Đurasek (CRO)   | NP-7              |
| 124               | Elia Favilli (ITA)        | NP-6              |
| 125               | Massimo Graziato (ITA)    | AB-7              |
| 126               | Andrea Palini (ITA)       | AB-7              |
| 127               | Maximiliano Richeze (ARG) | 110e              |
| 128               | José Serpa (COL)          | 54e               |

| FDJ | FDJ                      | FDJ  |
| --- | ------------------------ | ---- |
| Num | Coureur                  | Pos  |
| 131 | Pierrick Fédrigo (FRA)   | 41e  |
| 132 | Nacer Bouhanni (FRA)     | AB-8 |
| 133 | Kenny Elissonde (FRA)    | AB-8 |
| 134 | Alexandre Geniez (FRA)   | 12e  |
| 135 | Anthony Geslin (FRA)     | 68e  |
| 136 | Matthieu Ladagnous (FRA) | 63e  |
| 137 | Geoffrey Soupe (FRA)     | AB-8 |
| 138 | Arthur Vichot (FRA)      | 89e  |

| Team Europcar EUC | Team Europcar EUC      | Team Europcar EUC |
| ----------------- | ---------------------- | ----------------- |
| Num               | Coureur                | Pos               |
| 141               | Thomas Voeckler (FRA)  | AB-8              |
| 142               | Natnael Berhane (ERI)  | NP-8              |
| 143               | Anthony Charteau (FRA) | AB-7              |
| 144               | Cyril Gautier (FRA)    | 56e               |
| 145               | Perrig Quéméneur (FRA) | 94e               |
| 146               | Kévin Réza (FRA)       | 100e              |
| 147               | Pierre Rolland (FRA)   | AB-8              |
| 148               | David Veilleux (CAN)   | 60e               |

| Omega Pharma-Quick Step OPQ | Omega Pharma-Quick Step OPQ | Omega Pharma-Quick Step OPQ |
| --------------------------- | --------------------------- | --------------------------- |
| Num                         | Coureur                     | Pos                         |
| 151                         | Sylvain Chavanel (FRA)      | AB-8                        |
| 152                         | Michał Kwiatkowski (POL)    | AB-8                        |
| 153                         | Nikolas Maes (BEL)          | AB-8                        |
| 154                         | Tony Martin (GER)           | NP-8                        |
| 155                         | Gianni Meersman (BEL)       | 46e                         |
| 156                         | František Raboň (CZE)       | NP-7                        |
| 157                         | Pieter Serry (BEL)          | AB-8                        |
| 158                         | Peter Velits (SVK)          | AB-8                        |

| Cannondale CAN | Cannondale CAN             | Cannondale CAN |
| -------------- | -------------------------- | -------------- |
| Num            | Coureur                    | Pos            |
| 161            | Maciej Bodnar (POL)        | 76e            |
| 162            | Federico Canuti (ITA)      | 98e            |
| 163            | Alessandro De Marchi (ITA) | 30e            |
| 164            | Kristjan Koren (SLO)       | 24e            |
| 165            | Maciej Paterski (POL)      | 96e            |
| 166            | Cayetano Sarmiento (COL)   | 61e            |
| 167            | Brian Vandborg (DEN)       | 90e            |
| 168            | Elia Viviani (ITA)         | NP-7           |

| Movistar Team MOV | Movistar Team MOV          | Movistar Team MOV |
| ----------------- | -------------------------- | ----------------- |
| Num               | Coureur                    | Pos               |
| 171               | Alejandro Valverde (ESP)   | 7e                |
| 172               | Eros Capecchi (ITA)        | AB-7              |
| 173               | Jonathan Castroviejo (ESP) | 72e               |
| 174               | Imanol Erviti (ESP)        | 70e               |
| 175               | José Herrada (ESP)         | AB-8              |
| 176               | Ángel Madrazo (ESP)        | 39e               |
| 177               | Sylwester Szmyd (POL)      | 75e               |
| 178               | Eloy Teruel (ESP)          | AB-8              |

| Vacansoleil-DCM VCD | Vacansoleil-DCM VCD       | Vacansoleil-DCM VCD |
| ------------------- | ------------------------- | ------------------- |
| Num                 | Coureur                   | Pos                 |
| 181                 | Thomas De Gendt (BEL)     | AB-8                |
| 182                 | Kris Boeckmans (BEL)      | 93e                 |
| 183                 | Juan Antonio Flecha (ESP) | 45e                 |
| 184                 | Johnny Hoogerland (NED)   | 51e                 |
| 185                 | Sergueï Lagoutine (UZB)   | 79e                 |
| 186                 | Bert-Jan Lindeman (NED)   | 85e                 |
| 187                 | Wout Poels (NED)          | 57e                 |
| 188                 | Lieuwe Westra (NED)       | NP-5                |

| Argos-Shimano ARG | Argos-Shimano ARG                 | Argos-Shimano ARG |
| ----------------- | --------------------------------- | ----------------- |
| Num               | Coureur                           | Pos               |
| 191               | Warren Barguil (FRA)              | 18e               |
| 192               | Nikias Arndt (GER)                | 108e              |
| 193               | William Clarke (AUS)              | 106e              |
| 194               | Thomas Damuseau (FRA)             | 77e               |
| 195               | Yann Huguet (FRA)                 | AB-6              |
| 196               | Thierry Hupond (FRA)              | AB-1              |
| 197               | Reinardt Janse van Rensburg (RSA) | AB-6              |
| 198               | François Parisien (CAN)           | AB-7              |

| Bretagne-Séché Environnement BSE | Bretagne-Séché Environnement BSE | Bretagne-Séché Environnement BSE |
| -------------------------------- | -------------------------------- | -------------------------------- |
| Num                              | Coureur                          | Pos                              |
| 201                              | Florian Vachon (FRA)             | 78e                              |
| 202                              | Jean-Marc Bideau (FRA)           | 92e                              |
| 203                              | Sébastien Duret (FRA)            | 38e                              |
| 204                              | Armindo Fonseca (FRA)            | 95e                              |
| 205                              | Arnaud Gérard (FRA)              | 67e                              |
| 206                              | Florian Guillou (FRA)            | 55e                              |
| 207                              | Vegard Stake Laengen (NOR)       | 58e                              |
| 208                              | Eduardo Sepúlveda (ARG)          | 65e                              |

| NetApp-Endura TNE | NetApp-Endura TNE          | NetApp-Endura TNE |
| ----------------- | -------------------------- | ----------------- |
| Num               | Coureur                    | Pos               |
| 211               | Leopold König (CZE)        | NP-7              |
| 212               | Jan Bárta (CZE)            | 86e               |
| 213               | David de la Cruz (ESP)     | AB-8              |
| 214               | Bartosz Huzarski (POL)     | AB-7              |
| 215               | José Mendes (POR)          | 49e               |
| 216               | Andreas Schillinger (GER)  | 103e              |
| 217               | Paul Voss (GER)            | NP-7              |
| 218               | Alexander Wetterhall (SWE) | 104e              |

| Team Sky SKY | Team Sky SKY               | Team Sky SKY |
| ------------ | -------------------------- | ------------ |
| Num          | Coureur                    | Pos          |
| 1            | Christopher Froome (GBR)   | 1er          |
| 2            | Edvald Boasson Hagen (NOR) | 29e          |
| 3            | Peter Kennaugh (GBR)       | 23e          |
| 4            | Vasil Kiryienka (BLR)      | 81e          |
| 5            | Richie Porte (AUS)         | 2e           |
| 6            | David López García (ESP)   | AB-8         |
| 7            | Ian Stannard (GBR)         | 97e          |
| 8            | Geraint Thomas (GBR)       | 15e          |

| Saxo-Tinkoff TST | Saxo-Tinkoff TST               | Saxo-Tinkoff TST |
| ---------------- | ------------------------------ | ---------------- |
| Num              | Coureur                        | Pos              |
| 11               | Alberto Contador (ESP)         | 10e              |
| 12               | Timothy Duggan (USA)           | AB-8             |
| 13               | Jesús Hernández Blázquez (ESP) | AB-8             |
| 14               | Benjamín Noval (ESP)           | AB-7             |
| 15               | Sérgio Paulinho (POR)          | 25e              |
| 16               | Michael Rogers (AUS)           | 6e               |
| 17               | Chris Anker Sørensen (DEN)     | NP-3             |
| 18               | Nicki Sørensen (DEN)           | AB-8             |

| Lotto-Belisol LTB | Lotto-Belisol LTB           | Lotto-Belisol LTB |
| ----------------- | --------------------------- | ----------------- |
| Num               | Coureur                     | Pos               |
| 21                | Jurgen Van den Broeck (BEL) | 29e               |
| 22                | Gaëtan Bille (BEL)          | AB-3              |
| 23                | Sander Cordeel (BEL)        | 87e               |
| 24                | Bart De Clercq (BEL)        | AB-7              |
| 25                | Jurgen Van de Walle (BEL)   | AB-8              |
| 26                | Dennis Vanendert (BEL)      | 71e               |
| 27                | Jelle Vanendert (BEL)       | AB-2              |
| 28                | Tim Wellens (BEL)           | 34e               |

| Astana AST | Astana AST               | Astana AST |
| ---------- | ------------------------ | ---------- |
| Num        | Coureur                  | Pos        |
| 31         | Jakob Fuglsang (DEN)     | 4e         |
| 32         | Assan Bazayev (KAZ)      | 84e        |
| 33         | Francesco Gavazzi (ITA)  | 40e        |
| 34         | Andriy Grivko (UKR)      | 48e        |
| 35         | Alexey Lutsenko (KAZ)    | 69e        |
| 36         | Dmitri Mouraviov (KAZ)   | AB-7       |
| 37         | Kevin Seeldraeyers (BEL) | 36e        |
| 38         | Egor Silin (RUS)         | 22e        |

| BMC Racing Team BMC | BMC Racing Team BMC     | BMC Racing Team BMC |
| ------------------- | ----------------------- | ------------------- |
| Num                 | Coureur                 | Pos                 |
| 41                  | Thor Hushovd (NOR)      | AB-8                |
| 42                  | Brent Bookwalter (USA)  | 35e                 |
| 43                  | Yannick Eijssen (BEL)   | 105e                |
| 44                  | Dominik Nerz (GER)      | 20e                 |
| 45                  | Marco Pinotti (ITA)     | NP-7                |
| 46                  | Manuel Quinziato (ITA)  | 53e                 |
| 47                  | Ivan Santaromita (ITA)  | AB-8                |
| 48                  | Lawrence Warbasse (USA) | AB-7                |

| Blanco BLA | Blanco BLA               | Blanco BLA |
| ---------- | ------------------------ | ---------- |
| Num        | Coureur                  | Pos        |
| 51         | Laurens ten Dam (NED)    | 13e        |
| 52         | Stef Clement (NED)       | 11e        |
| 53         | Juan Manuel Gárate (ESP) | 66e        |
| 54         | Marc Goos (NED)          | AB-8       |
| 55         | Tom-Jelte Slagter (NED)  | AB-8       |
| 56         | Bram Tankink (NED)       | 42e        |
| 57         | David Tanner (AUS)       | AB-8       |
| 58         | Robert Wagner (GER)      | AB-7       |

| RadioShack-Leopard RLT | RadioShack-Leopard RLT | RadioShack-Leopard RLT |
| ---------------------- | ---------------------- | ---------------------- |
| Num                    | Coureur                | Pos                    |
| 61                     | Haimar Zubeldia (ESP)  | 14e                    |
| 62                     | Matthew Busche (USA)   | 19e                    |
| 63                     | Laurent Didier (LUX)   | 50e                    |
| 64                     | Tony Gallopin (FRA)    | 33e                    |
| 65                     | Ben Hermans (BEL)      | AB-7                   |
| 66                     | Markel Irizar (ESP)    | 82e                    |
| 67                     | Benjamin King (USA)    | AB-8                   |
| 68                     | Thomas Rohregger (AUT) | AB-7                   |

| Orica-GreenEDGE OGE | Orica-GreenEDGE OGE        | Orica-GreenEDGE OGE |
| ------------------- | -------------------------- | ------------------- |
| Num                 | Coureur                    | Pos                 |
| 71                  | Simon Gerrans (AUS)        | AB-8                |
| 72                  | Fumiyuki Beppu (JPN)       | AB-7                |
| 73                  | Simon Clarke (AUS)         | AB-8                |
| 74                  | Mitchell Docker (AUS)      | 107e                |
| 75                  | Michael Matthews (AUS)     | 80e                 |
| 76                  | Travis Meyer (AUS)         | 74e                 |
| 77                  | Wesley Sulzberger (AUS)    | 26e                 |
| 78                  | Daniel Teklehaimanot (ERI) | AB-8                |

| Katusha KAT | Katusha KAT              | Katusha KAT |
| ----------- | ------------------------ | ----------- |
| Num         | Coureur                  | Pos         |
| 81          | Joaquim Rodríguez (ESP)  | 16e         |
| 82          | Sergey Chernetskiy (RUS) | 62e         |
| 83          | Xavier Florencio (ESP)   | AB-7        |
| 84          | Petr Ignatenko (RUS)     | 81e         |
| 85          | Mikhail Ignatiev (RUS)   | AB-7        |
| 86          | Timofey Kritskiy (RUS)   | AB-6        |
| 87          | Alberto Losada (ESP)     | 47e         |
| 88          | Daniel Moreno (ESP)      | 3e          |

| Cofidis, Solutions Crédits COF | Cofidis, Solutions Crédits COF | Cofidis, Solutions Crédits COF |
| ------------------------------ | ------------------------------ | ------------------------------ |
| Num                            | Coureur                        | Pos                            |
| 91                             | Jérôme Coppel (FRA)            | 59e                            |
| 92                             | Yoann Bagot (FRA)              | 52e                            |
| 93                             | Christophe Le Mével (FRA)      | 32e                            |
| 94                             | Luis Ángel Maté (ESP)          | AB-8                           |
| 95                             | Rudy Molard (FRA)              | 64e                            |
| 96                             | Daniel Navarro (ESP)           | 5e                             |
| 97                             | Rein Taaramäe (EST)            | 27e                            |
| 98                             | Tristan Valentin (FRA)         | 109e                           |

| Euskaltel Euskadi EUS | Euskaltel Euskadi EUS       | Euskaltel Euskadi EUS |
| --------------------- | --------------------------- | --------------------- |
| Num                   | Coureur                     | Pos                   |
| 101                   | Samuel Sánchez (ESP)        | 9e                    |
| 102                   | Mikel Astarloza (ESP)       | 37e                   |
| 103                   | Pello Bilbao (ESP)          | 73e                   |
| 104                   | Ricardo García Ambroa (ESP) | 102e                  |
| 105                   | Gorka Izagirre (ESP)        | 43e                   |
| 106                   | Egoi Martínez (ESP)         | 44e                   |
| 107                   | Mikel Nieve (ESP)           | 17e                   |
| 108                   | Romain Sicard (FRA)         | 83e                   |

| Garmin-Sharp GRS | Garmin-Sharp GRS      | Garmin-Sharp GRS |
| ---------------- | --------------------- | ---------------- |
| Num              | Coureur               | Pos              |
| 111              | Andrew Talansky (USA) | 28e              |
| 112              | Jack Bauer (NZL)      | 99e              |
| 113              | Rohan Dennis (AUS)    | 8e               |
| 114              | Caleb Fairly (USA)    | 88e              |
| 115              | Koldo Fernández (ESP) | AB-8             |
| 116              | Alex Howes (USA)      | AB-8             |
| 117              | Michel Kreder (NED)   | NP-8             |
| 118              | Jacob Rathe (USA)     | AB-8             |

| Lampre-Merida LAM | Lampre-Merida LAM         | Lampre-Merida LAM |
| ----------------- | ------------------------- | ----------------- |
| Num               | Coureur                   | Pos               |
| 121               | Damiano Cunego (ITA)      | 21e               |
| 122               | Matteo Bono (ITA)         | 97e               |
| 123               | Kristijan Đurasek (CRO)   | NP-7              |
| 124               | Elia Favilli (ITA)        | NP-6              |
| 125               | Massimo Graziato (ITA)    | AB-7              |
| 126               | Andrea Palini (ITA)       | AB-7              |
| 127               | Maximiliano Richeze (ARG) | 110e              |
| 128               | José Serpa (COL)          | 54e               |

| FDJ | FDJ                      | FDJ  |
| --- | ------------------------ | ---- |
| Num | Coureur                  | Pos  |
| 131 | Pierrick Fédrigo (FRA)   | 41e  |
| 132 | Nacer Bouhanni (FRA)     | AB-8 |
| 133 | Kenny Elissonde (FRA)    | AB-8 |
| 134 | Alexandre Geniez (FRA)   | 12e  |
| 135 | Anthony Geslin (FRA)     | 68e  |
| 136 | Matthieu Ladagnous (FRA) | 63e  |
| 137 | Geoffrey Soupe (FRA)     | AB-8 |
| 138 | Arthur Vichot (FRA)      | 89e  |

| Team Europcar EUC | Team Europcar EUC      | Team Europcar EUC |
| ----------------- | ---------------------- | ----------------- |
| Num               | Coureur                | Pos               |
| 141               | Thomas Voeckler (FRA)  | AB-8              |
| 142               | Natnael Berhane (ERI)  | NP-8              |
| 143               | Anthony Charteau (FRA) | AB-7              |
| 144               | Cyril Gautier (FRA)    | 56e               |
| 145               | Perrig Quéméneur (FRA) | 94e               |
| 146               | Kévin Réza (FRA)       | 100e              |
| 147               | Pierre Rolland (FRA)   | AB-8              |
| 148               | David Veilleux (CAN)   | 60e               |

| Omega Pharma-Quick Step OPQ | Omega Pharma-Quick Step OPQ | Omega Pharma-Quick Step OPQ |
| --------------------------- | --------------------------- | --------------------------- |
| Num                         | Coureur                     | Pos                         |
| 151                         | Sylvain Chavanel (FRA)      | AB-8                        |
| 152                         | Michał Kwiatkowski (POL)    | AB-8                        |
| 153                         | Nikolas Maes (BEL)          | AB-8                        |
| 154                         | Tony Martin (GER)           | NP-8                        |
| 155                         | Gianni Meersman (BEL)       | 46e                         |
| 156                         | František Raboň (CZE)       | NP-7                        |
| 157                         | Pieter Serry (BEL)          | AB-8                        |
| 158                         | Peter Velits (SVK)          | AB-8                        |

| Cannondale CAN | Cannondale CAN             | Cannondale CAN |
| -------------- | -------------------------- | -------------- |
| Num            | Coureur                    | Pos            |
| 161            | Maciej Bodnar (POL)        | 76e            |
| 162            | Federico Canuti (ITA)      | 98e            |
| 163            | Alessandro De Marchi (ITA) | 30e            |
| 164            | Kristjan Koren (SLO)       | 24e            |
| 165            | Maciej Paterski (POL)      | 96e            |
| 166            | Cayetano Sarmiento (COL)   | 61e            |
| 167            | Brian Vandborg (DEN)       | 90e            |
| 168            | Elia Viviani (ITA)         | NP-7           |

| Movistar Team MOV | Movistar Team MOV          | Movistar Team MOV |
| ----------------- | -------------------------- | ----------------- |
| Num               | Coureur                    | Pos               |
| 171               | Alejandro Valverde (ESP)   | 7e                |
| 172               | Eros Capecchi (ITA)        | AB-7              |
| 173               | Jonathan Castroviejo (ESP) | 72e               |
| 174               | Imanol Erviti (ESP)        | 70e               |
| 175               | José Herrada (ESP)         | AB-8              |
| 176               | Ángel Madrazo (ESP)        | 39e               |
| 177               | Sylwester Szmyd (POL)      | 75e               |
| 178               | Eloy Teruel (ESP)          | AB-8              |

| Vacansoleil-DCM VCD | Vacansoleil-DCM VCD       | Vacansoleil-DCM VCD |
| ------------------- | ------------------------- | ------------------- |
| Num                 | Coureur                   | Pos                 |
| 181                 | Thomas De Gendt (BEL)     | AB-8                |
| 182                 | Kris Boeckmans (BEL)      | 93e                 |
| 183                 | Juan Antonio Flecha (ESP) | 45e                 |
| 184                 | Johnny Hoogerland (NED)   | 51e                 |
| 185                 | Sergueï Lagoutine (UZB)   | 79e                 |
| 186                 | Bert-Jan Lindeman (NED)   | 85e                 |
| 187                 | Wout Poels (NED)          | 57e                 |
| 188                 | Lieuwe Westra (NED)       | NP-5                |

| Argos-Shimano ARG | Argos-Shimano ARG                 | Argos-Shimano ARG |
| ----------------- | --------------------------------- | ----------------- |
| Num               | Coureur                           | Pos               |
| 191               | Warren Barguil (FRA)              | 18e               |
| 192               | Nikias Arndt (GER)                | 108e              |
| 193               | William Clarke (AUS)              | 106e              |
| 194               | Thomas Damuseau (FRA)             | 77e               |
| 195               | Yann Huguet (FRA)                 | AB-6              |
| 196               | Thierry Hupond (FRA)              | AB-1              |
| 197               | Reinardt Janse van Rensburg (RSA) | AB-6              |
| 198               | François Parisien (CAN)           | AB-7              |

| Bretagne-Séché Environnement BSE | Bretagne-Séché Environnement BSE | Bretagne-Séché Environnement BSE |
| -------------------------------- | -------------------------------- | -------------------------------- |
| Num                              | Coureur                          | Pos                              |
| 201                              | Florian Vachon (FRA)             | 78e                              |
| 202                              | Jean-Marc Bideau (FRA)           | 92e                              |
| 203                              | Sébastien Duret (FRA)            | 38e                              |
| 204                              | Armindo Fonseca (FRA)            | 95e                              |
| 205                              | Arnaud Gérard (FRA)              | 67e                              |
| 206                              | Florian Guillou (FRA)            | 55e                              |
| 207                              | Vegard Stake Laengen (NOR)       | 58e                              |
| 208                              | Eduardo Sepúlveda (ARG)          | 65e                              |

| NetApp-Endura TNE | NetApp-Endura TNE          | NetApp-Endura TNE |
| ----------------- | -------------------------- | ----------------- |
| Num               | Coureur                    | Pos               |
| 211               | Leopold König (CZE)        | NP-7              |
| 212               | Jan Bárta (CZE)            | 86e               |
| 213               | David de la Cruz (ESP)     | AB-8              |
| 214               | Bartosz Huzarski (POL)     | AB-7              |
| 215               | José Mendes (POR)          | 49e               |
| 216               | Andreas Schillinger (GER)  | 103e              |
| 217               | Paul Voss (GER)            | NP-7              |
| 218               | Alexander Wetterhall (SWE) | 104e              |